# Museo Machado de Castro

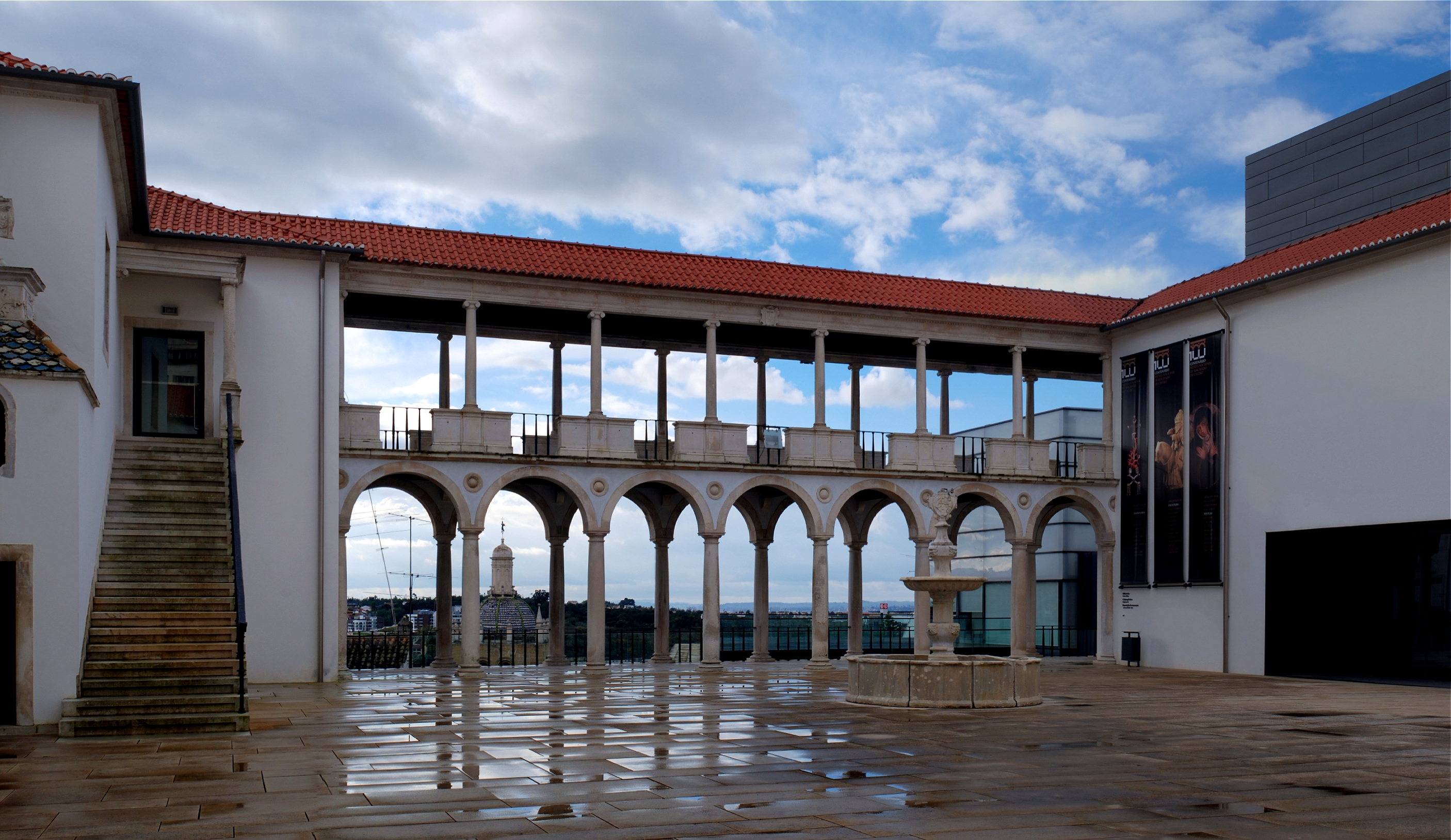
Particolare del cortile

Il Museo nazionale Machado de Castro (Museu Nacional de Machado de Castro) è un museo d'arte di Coimbra, in Portogallo, intitolato allo scultore portoghese Joaquim Machado de Castro. È stato inaugurato nel 1913 e rinnovato nel 2004-2012, con l'aggiunta di un nuovo edificio.

## Storia del museo
Il museo Machado de Castro è uno dei musei d'arte più importanti del Portogallo. È ospitato nell'ex palazzo vescovile. Questo palazzo fu costruito dal Medioevo in poi all'incirca nel sito in cui un tempo sorgeva il foro romano di Eminio (nome romano di Coimbra). I resti di questo lontano passato, il Cryptoporticus, possono essere visitati ai piani inferiori del museo.

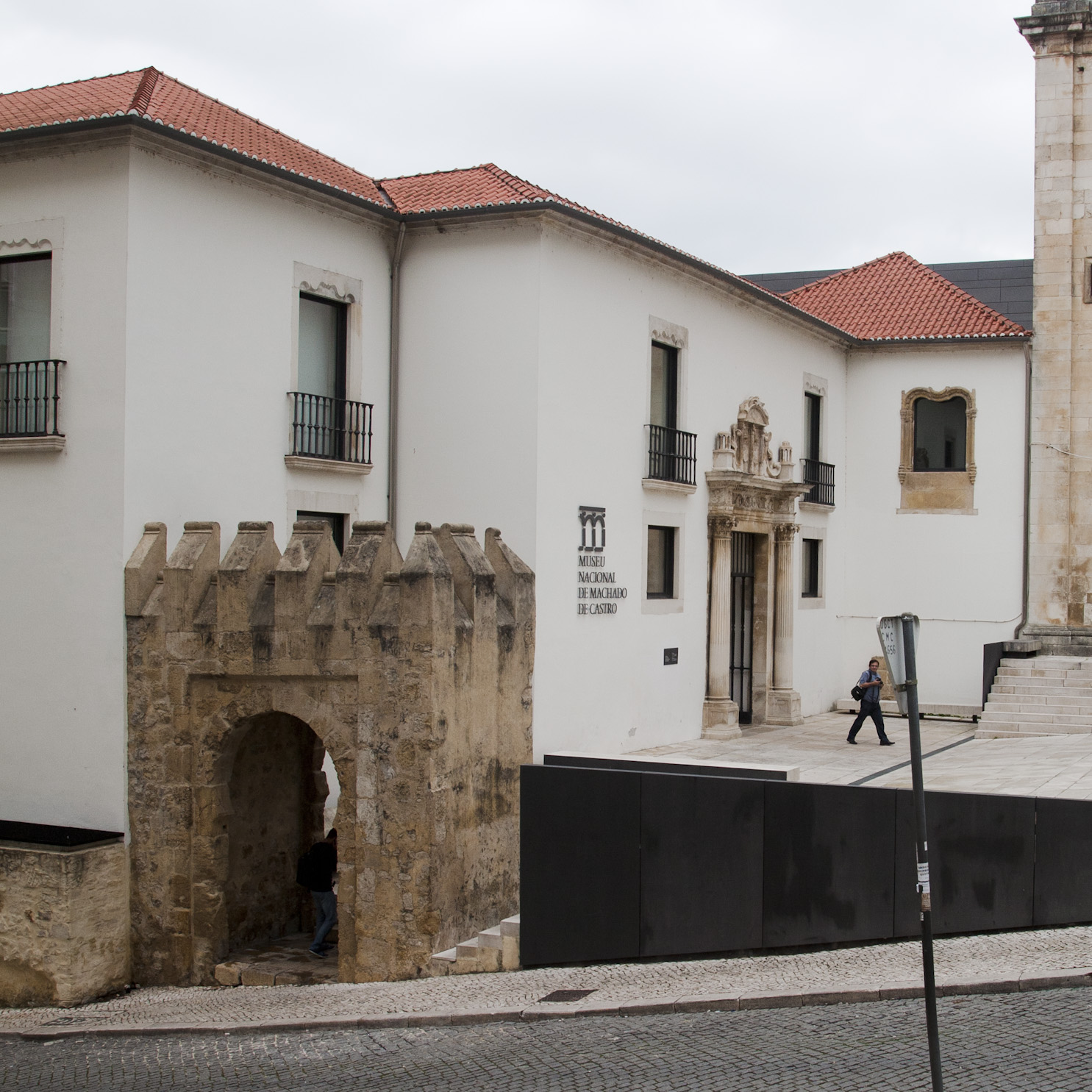
Ingresso medievale; ingresso al museo
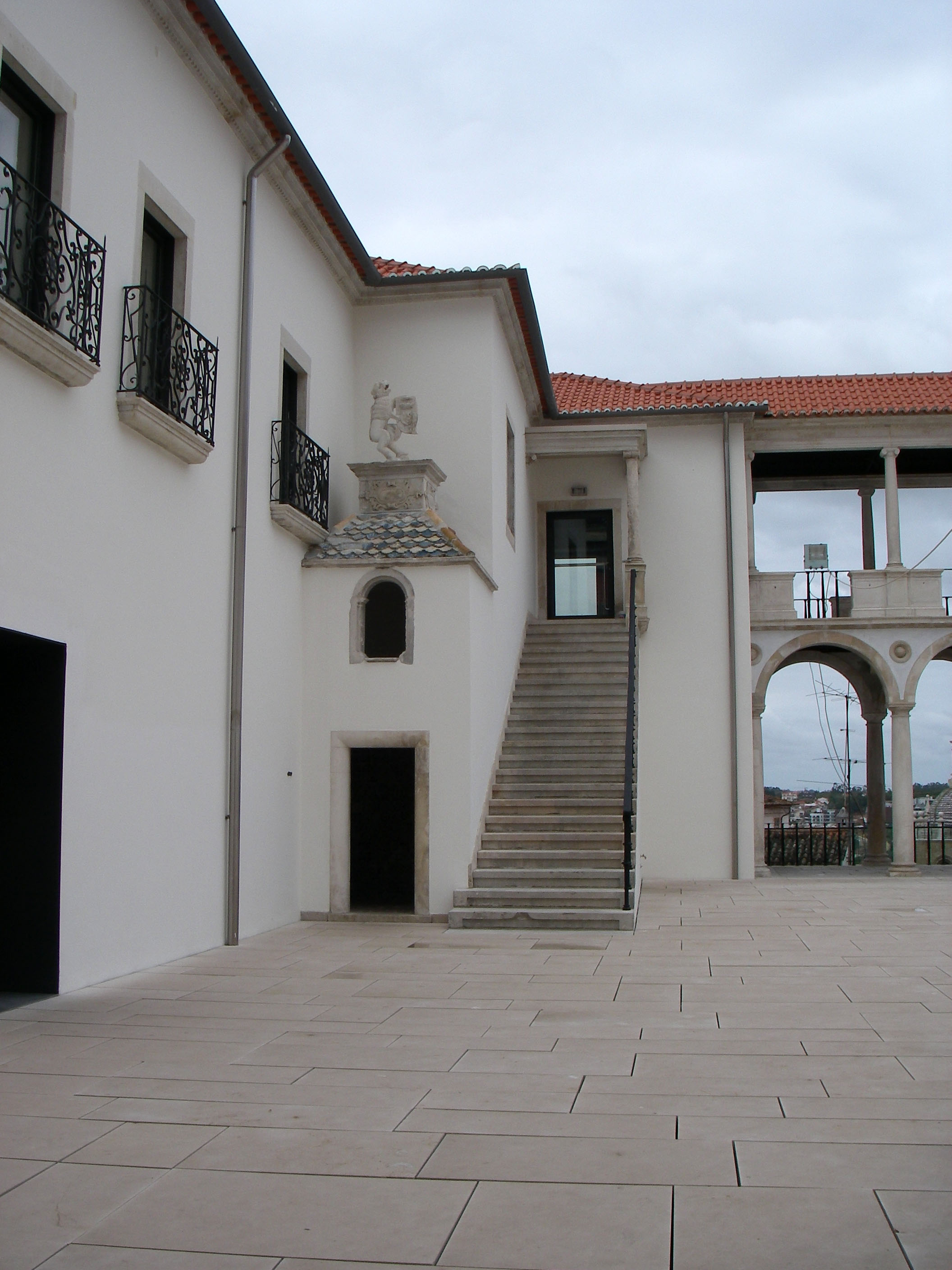
Ex palazzo vescovile
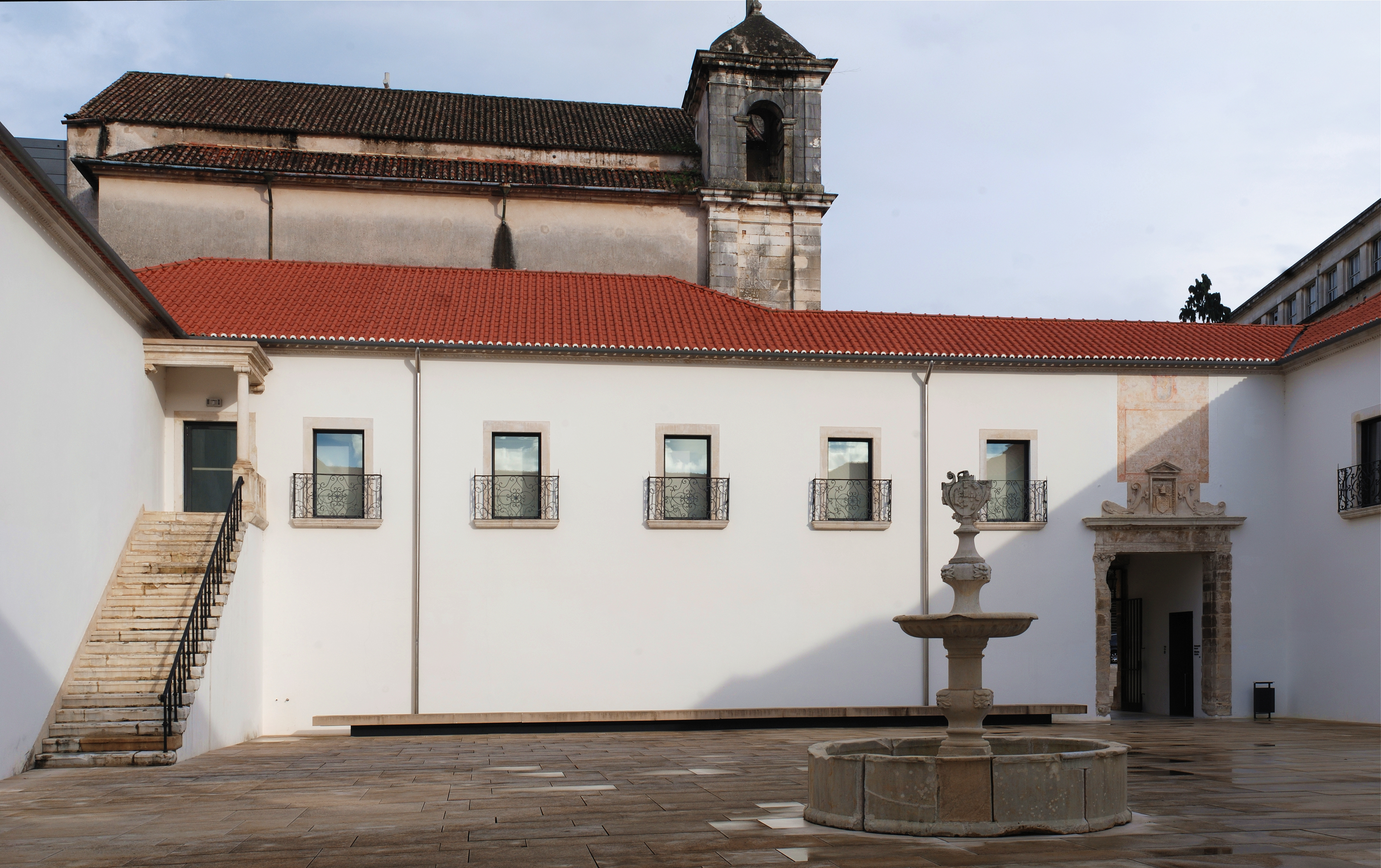
Ex palazzo vescovile
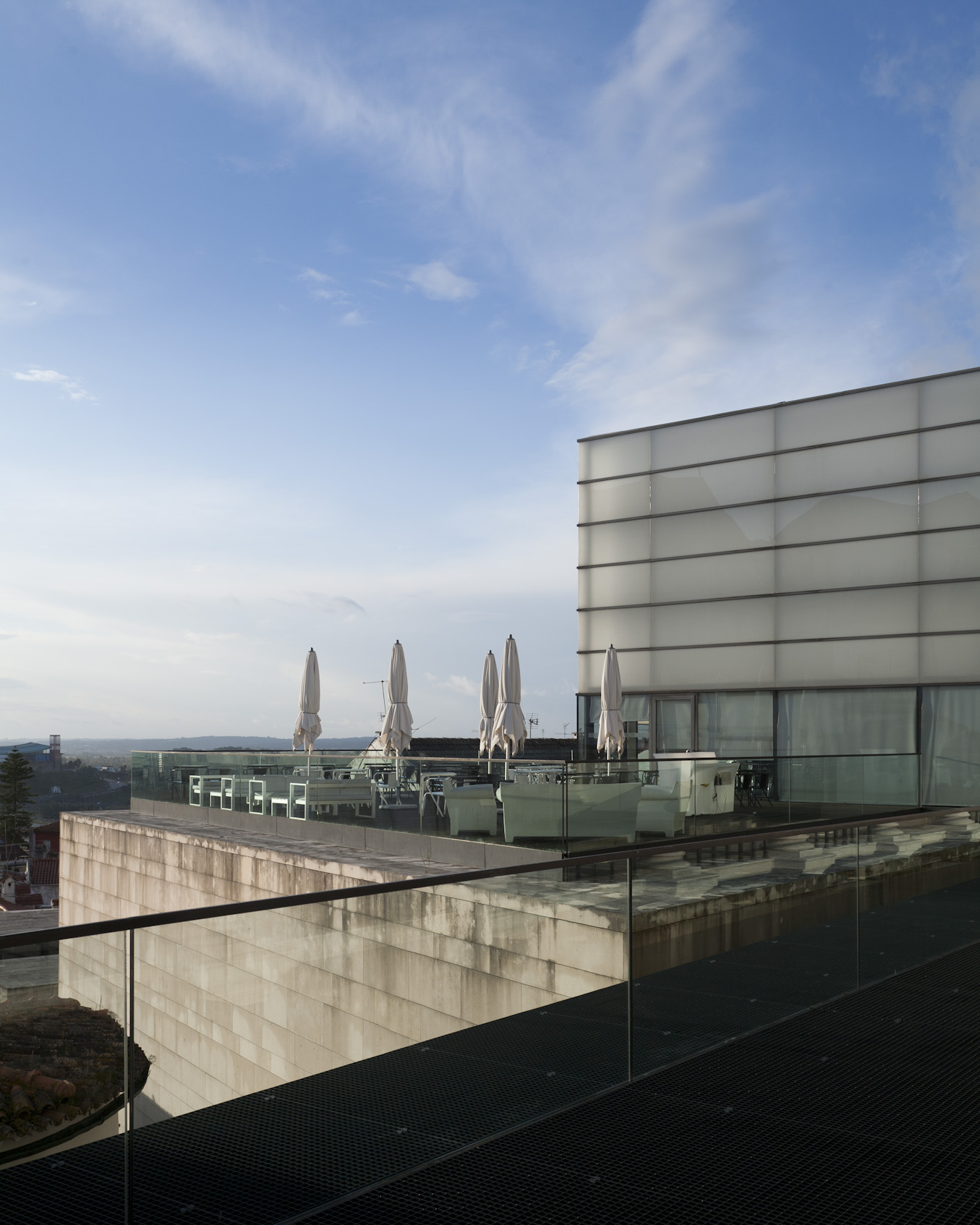
Nuovo ristorante
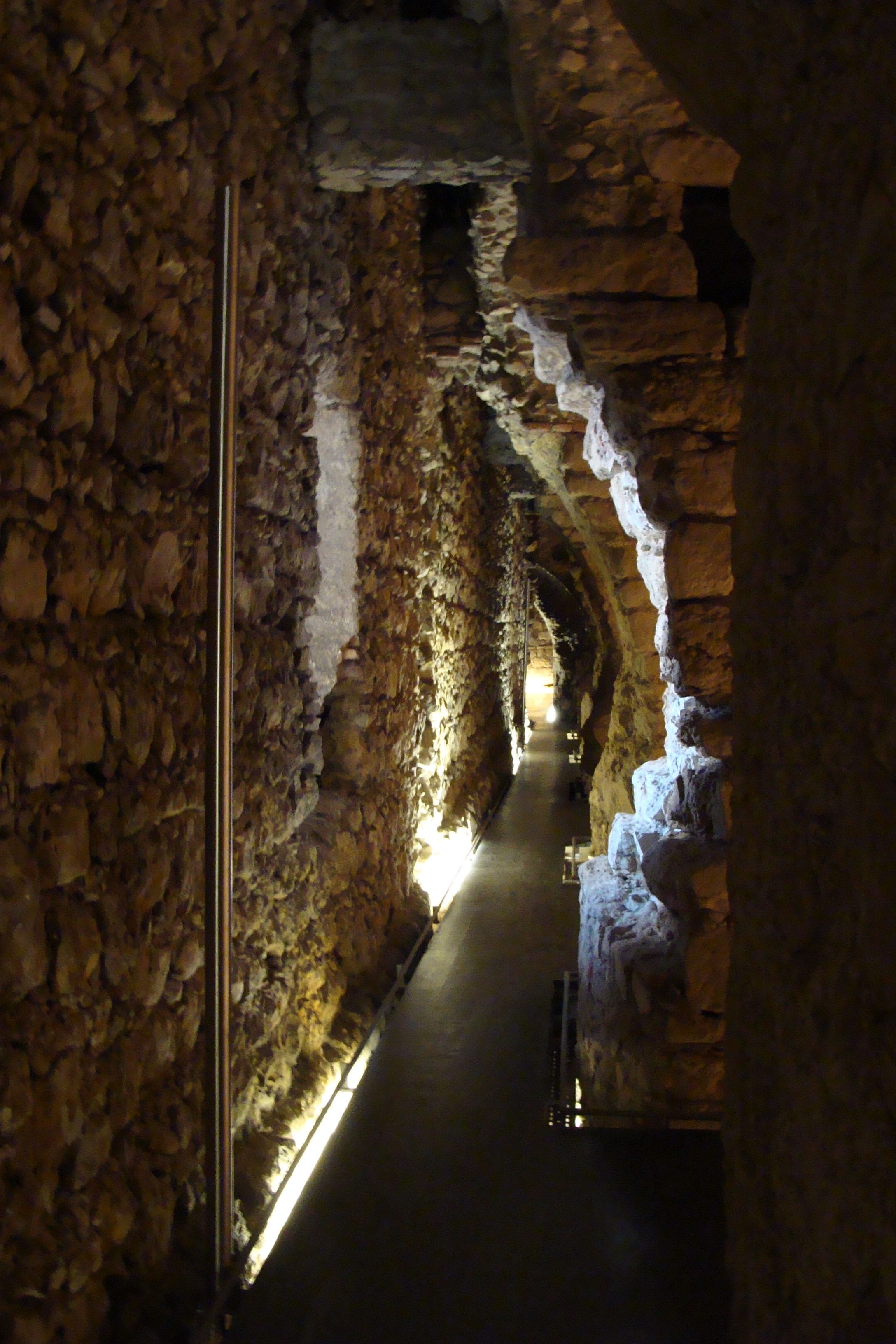
Criptoportico romano
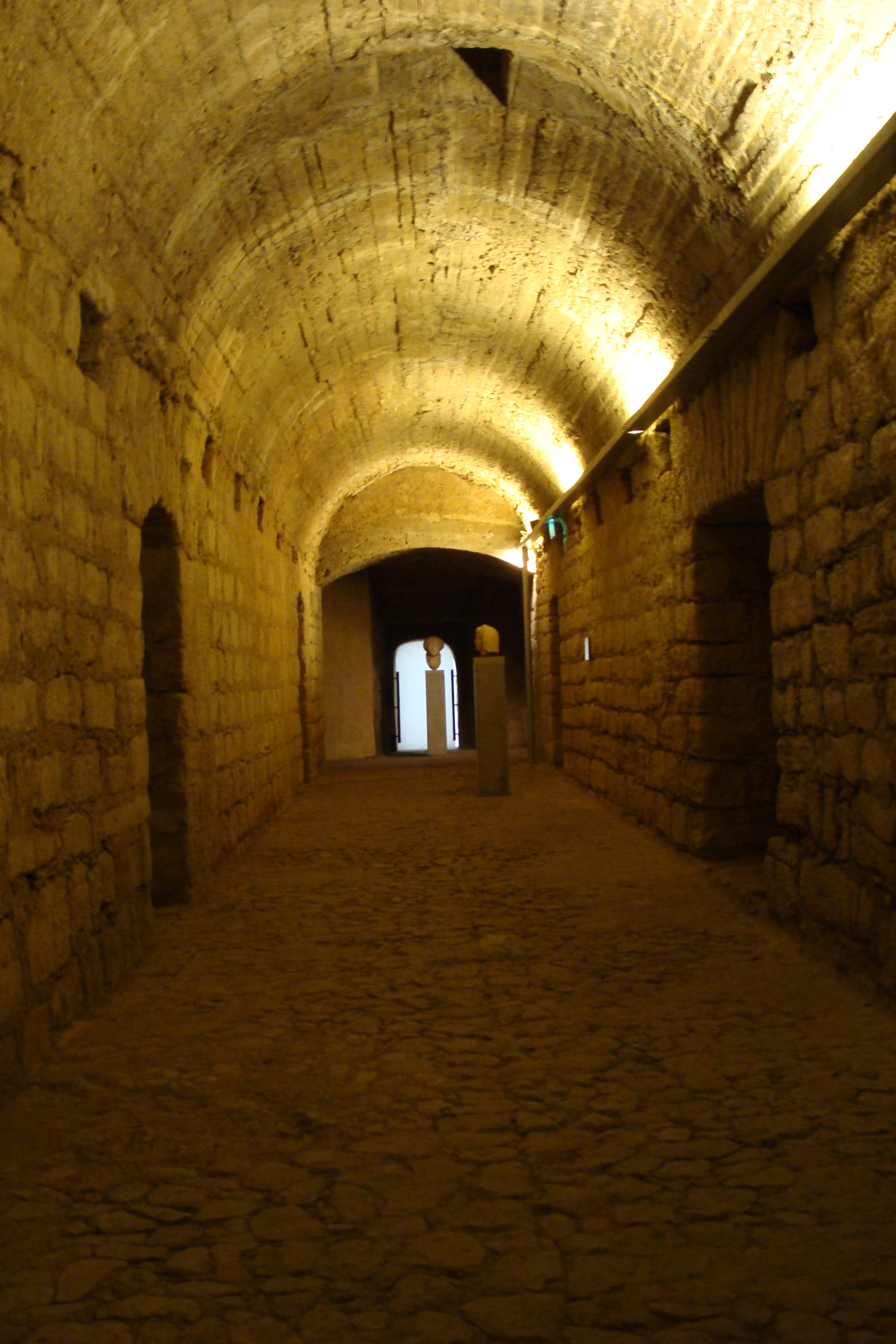
Criptoportico romano
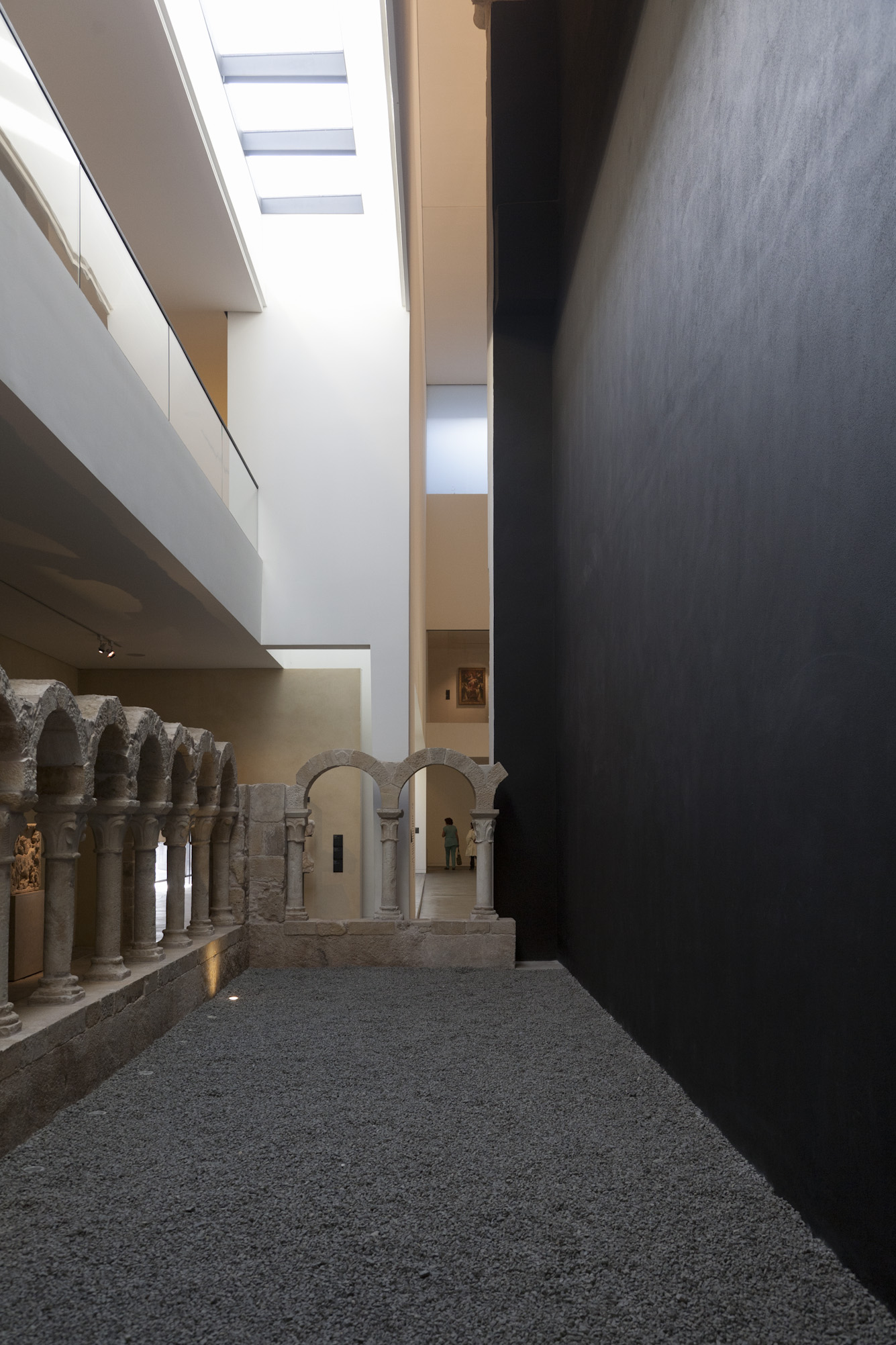
Interno del museo (nuovo edificio)
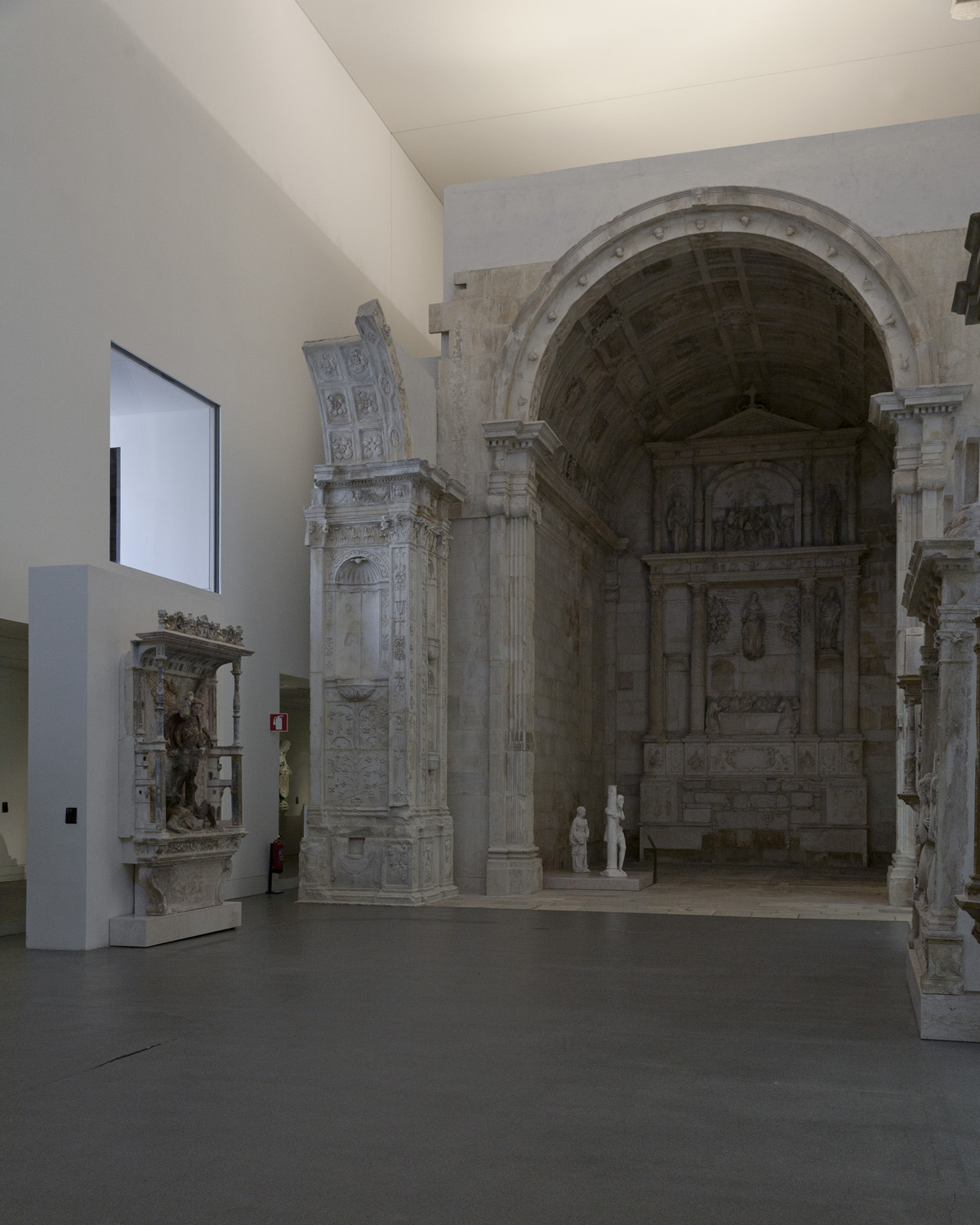
Interno del museo (nuovo edificio)
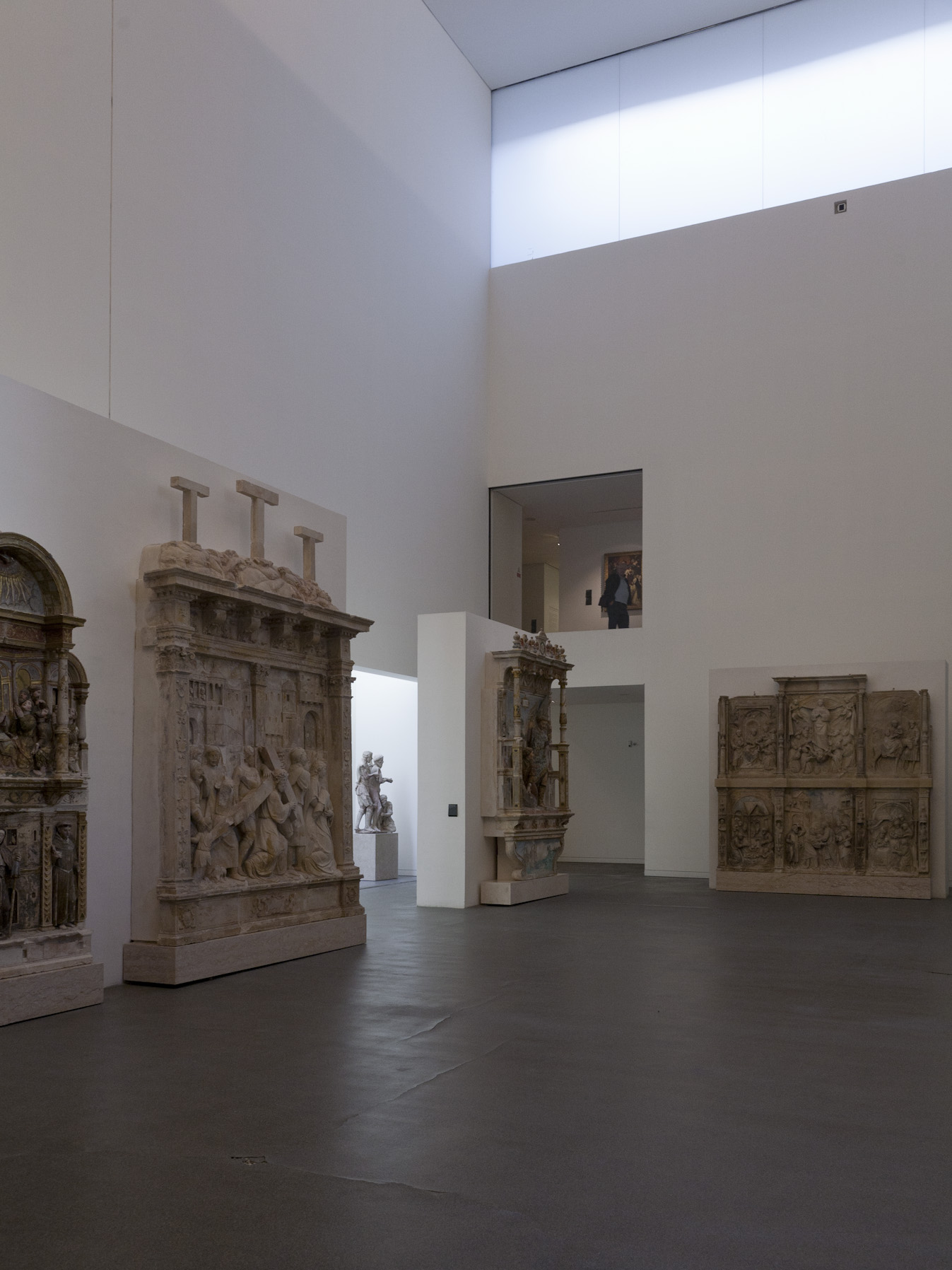
Interno del museo (nuovo edificio)

## Collezioni
La maggior parte della collezione del museo è costituita da oggetti provenienti da chiese e istituzioni religiose nell'area circostante di Coimbra. Particolarmente degne di nota sono le collezioni di scultura (le più vaste di tutti i musei nazionali del Portogallo), pittura, metalli preziosi, ceramiche e tessuti.

### Archeologia

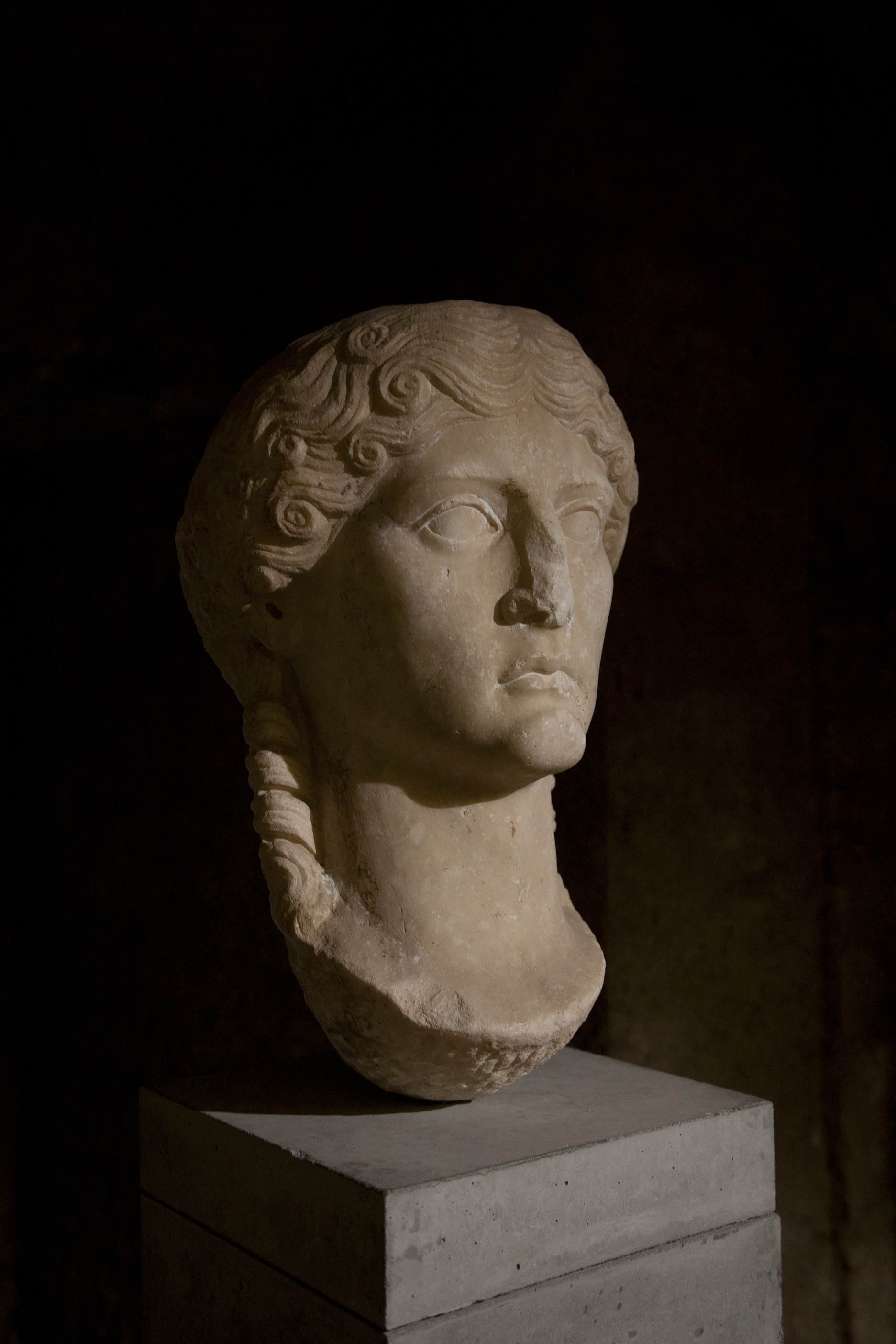
Testa di Agrippina, I secolo, 54 x 34 x 34 centimetri
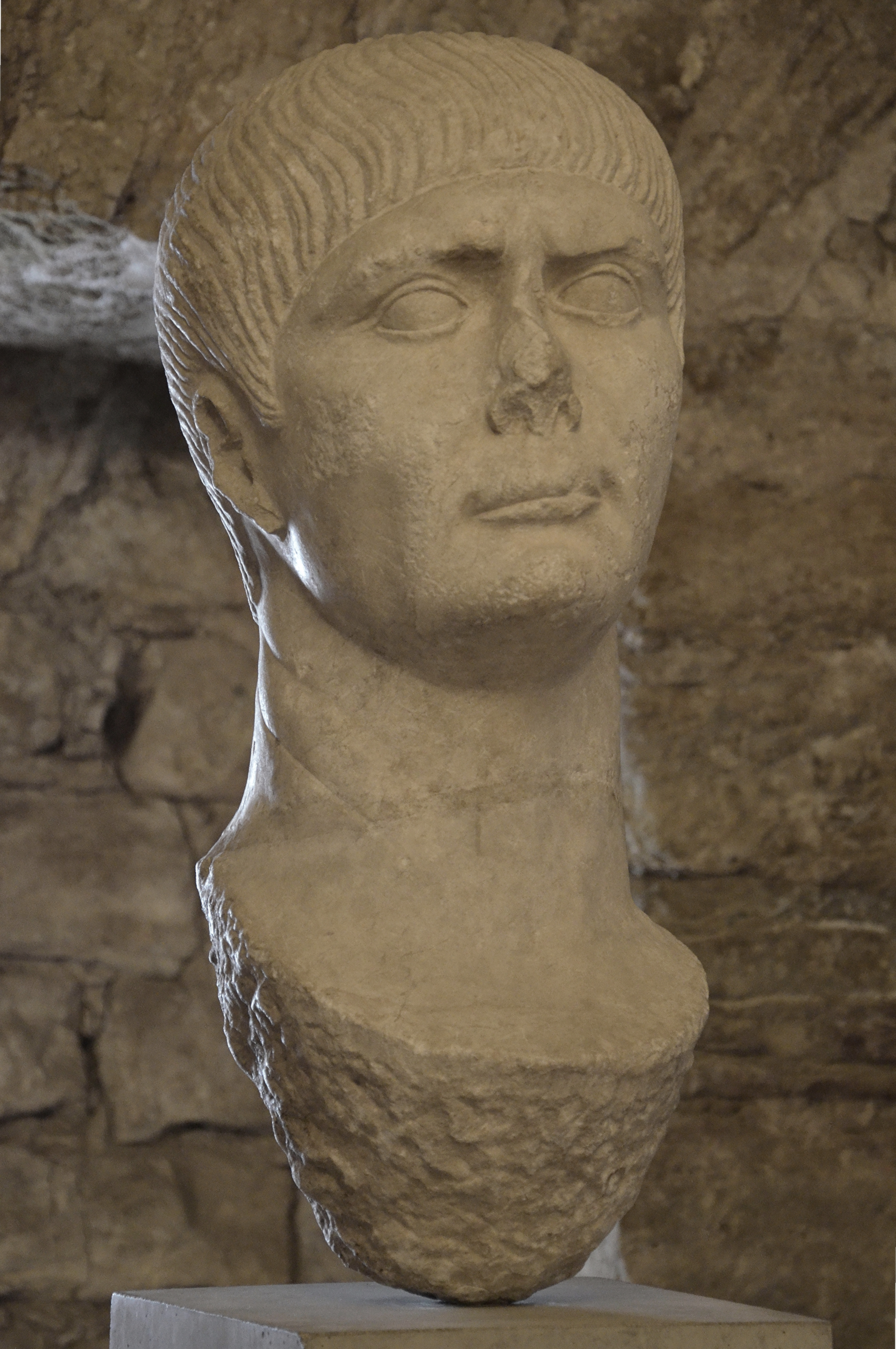
Testa di Traiano, I-II secolo, 70 x 32 x 34 centimetri
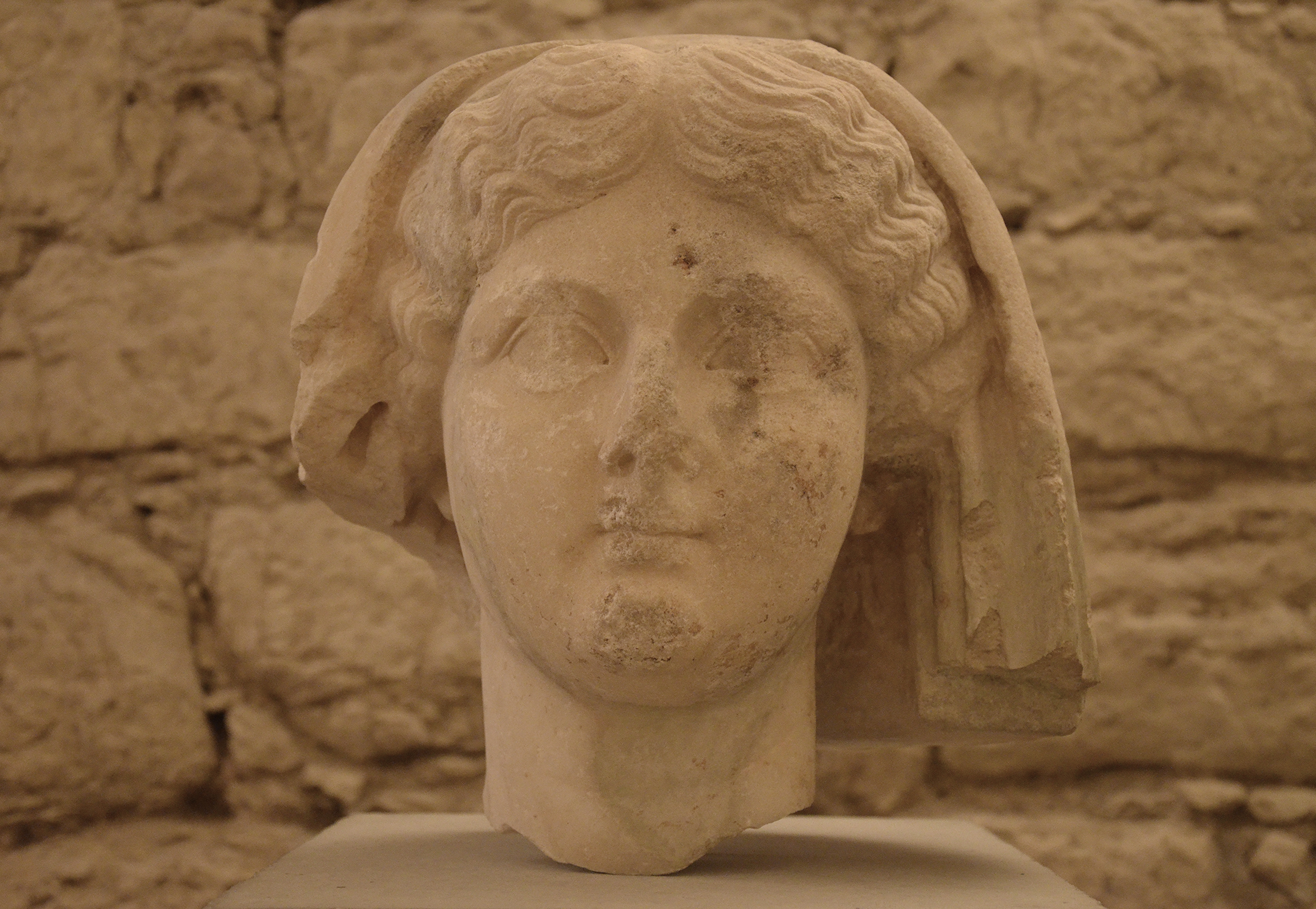
Testa femminile, I secolo, 32 x 32 x 22 centimetri

### Scultura

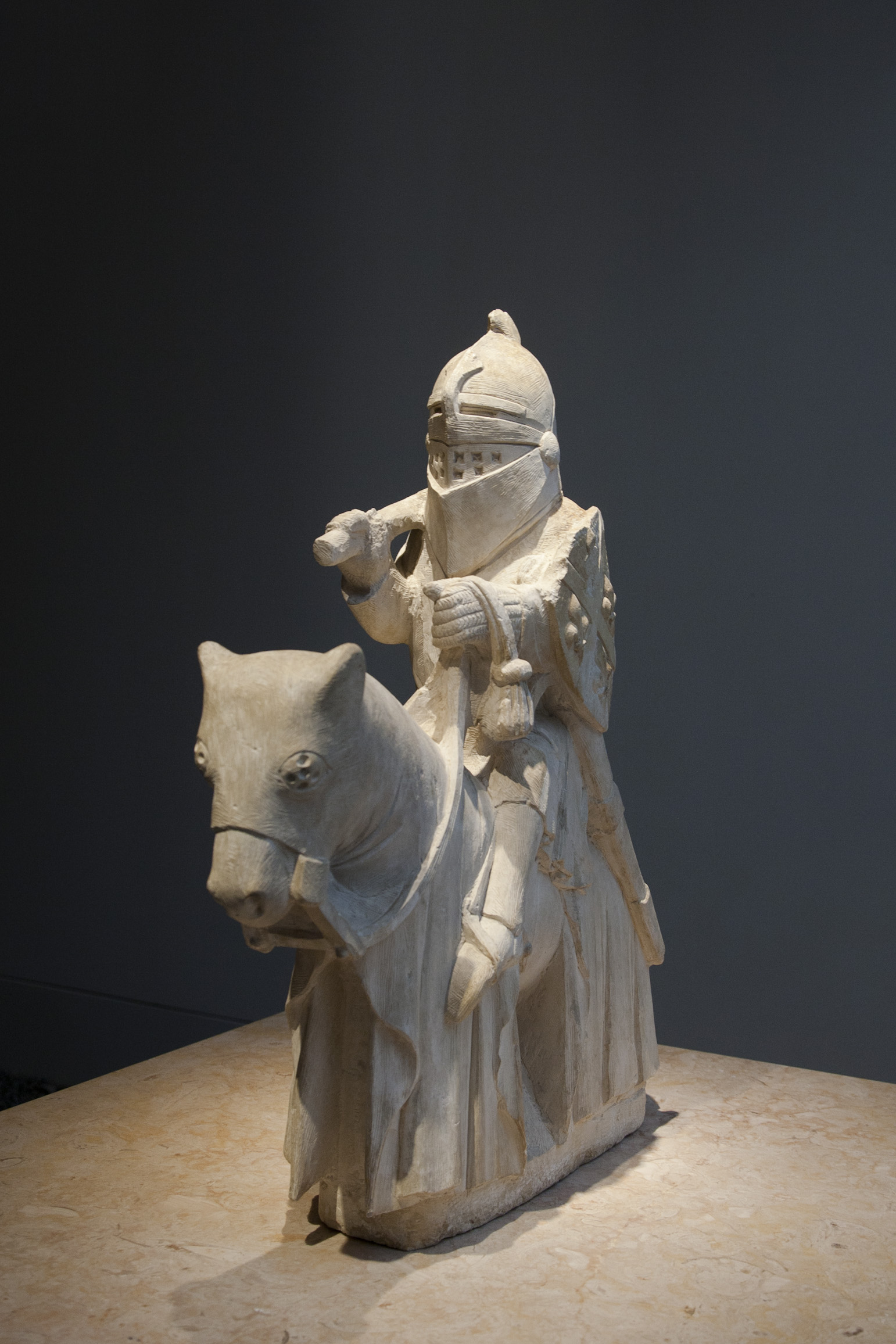
Maestro Pero, cavaliere medievale, XIV secolo, 72 x 65 x 19,5 centimetri
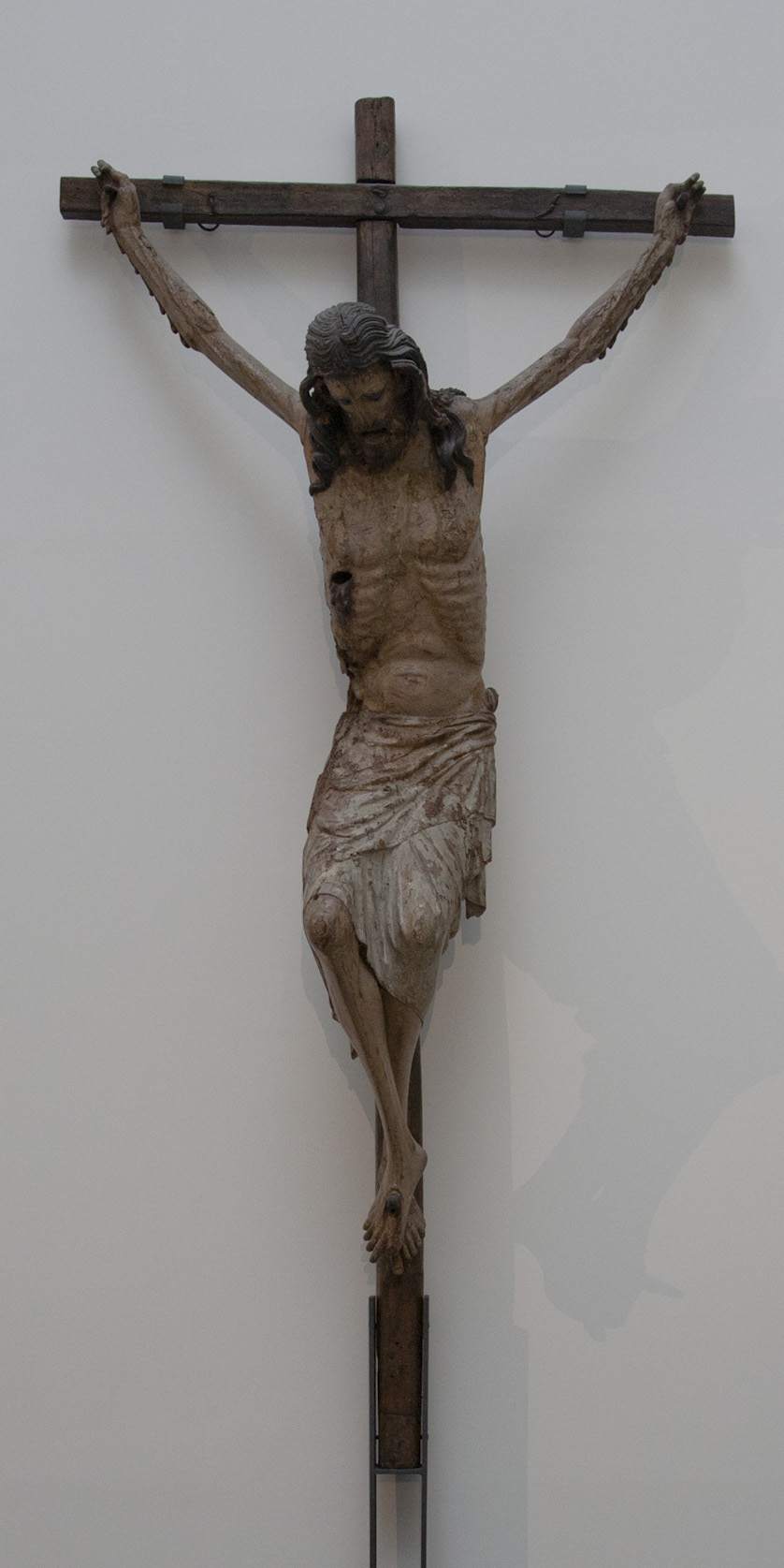
Autore sconosciuto, Cristo nero, XIV secolo, legno, 284,5 x 140 x 61 centimetri
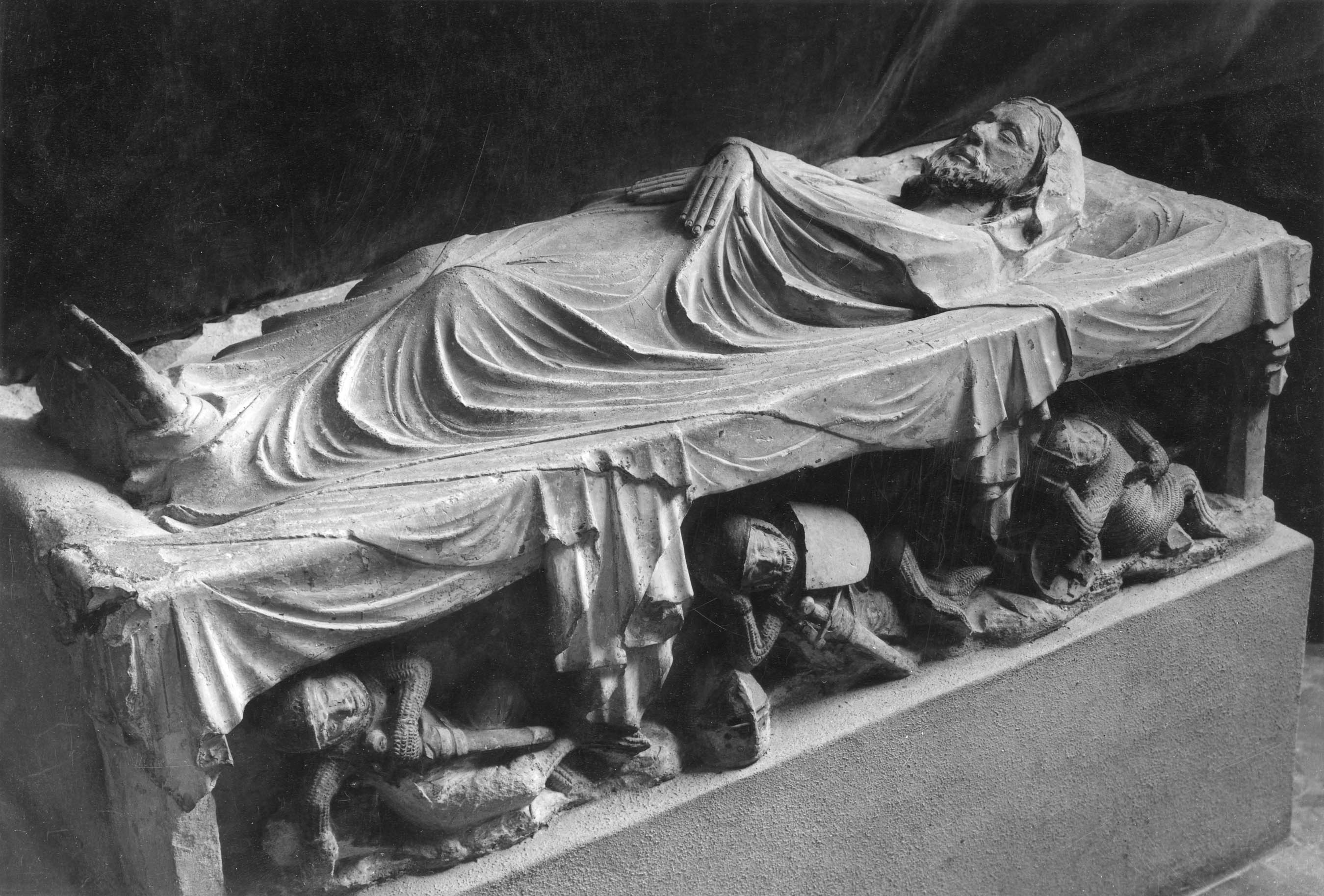
Autore sconosciuto, Cristo nella tomba, XIV-XV secolo, pietra, 64 x 151 x 65  centimetri
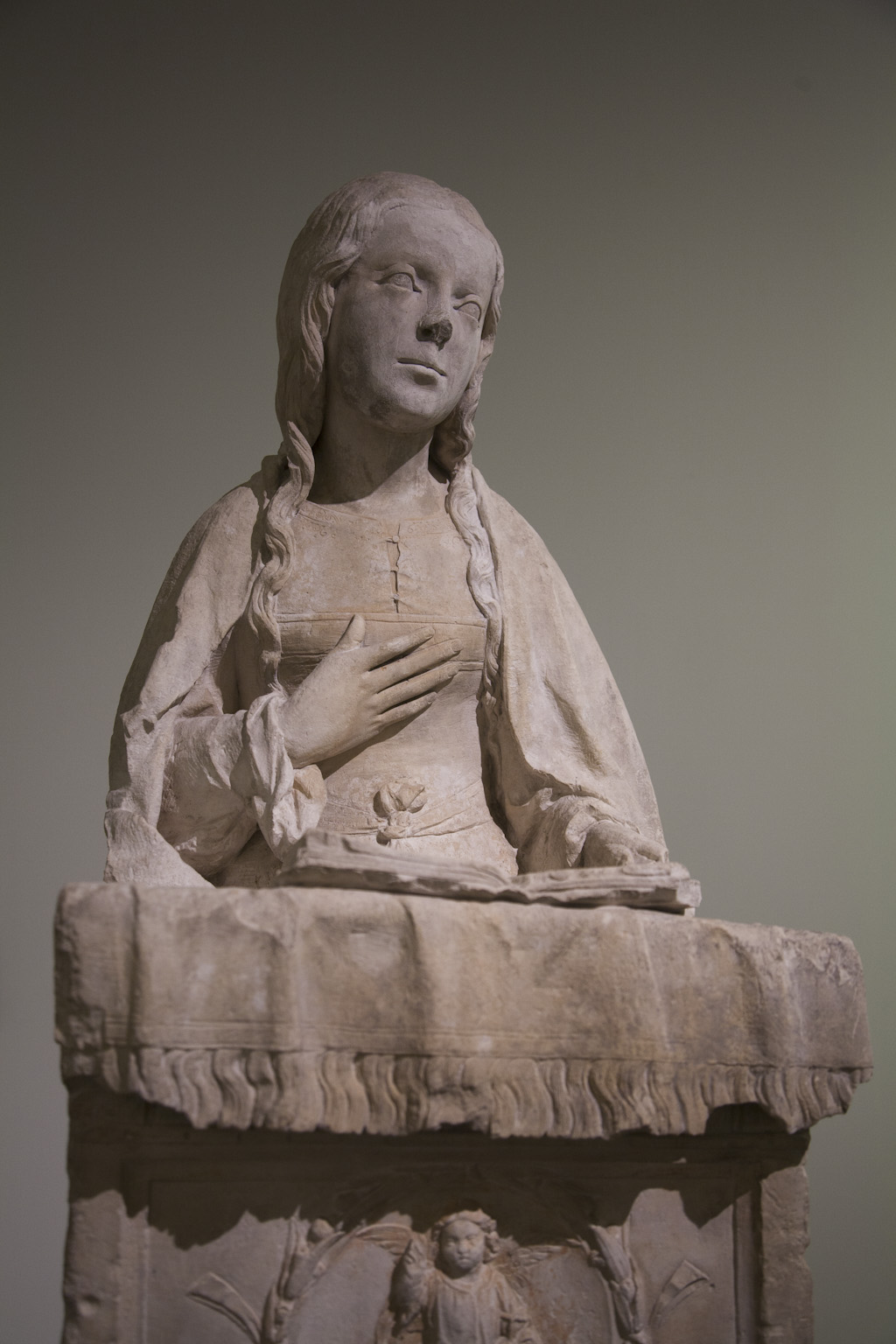
Maestro delle tombe reali, Vergine dell'Annunciazione, 1500-1525
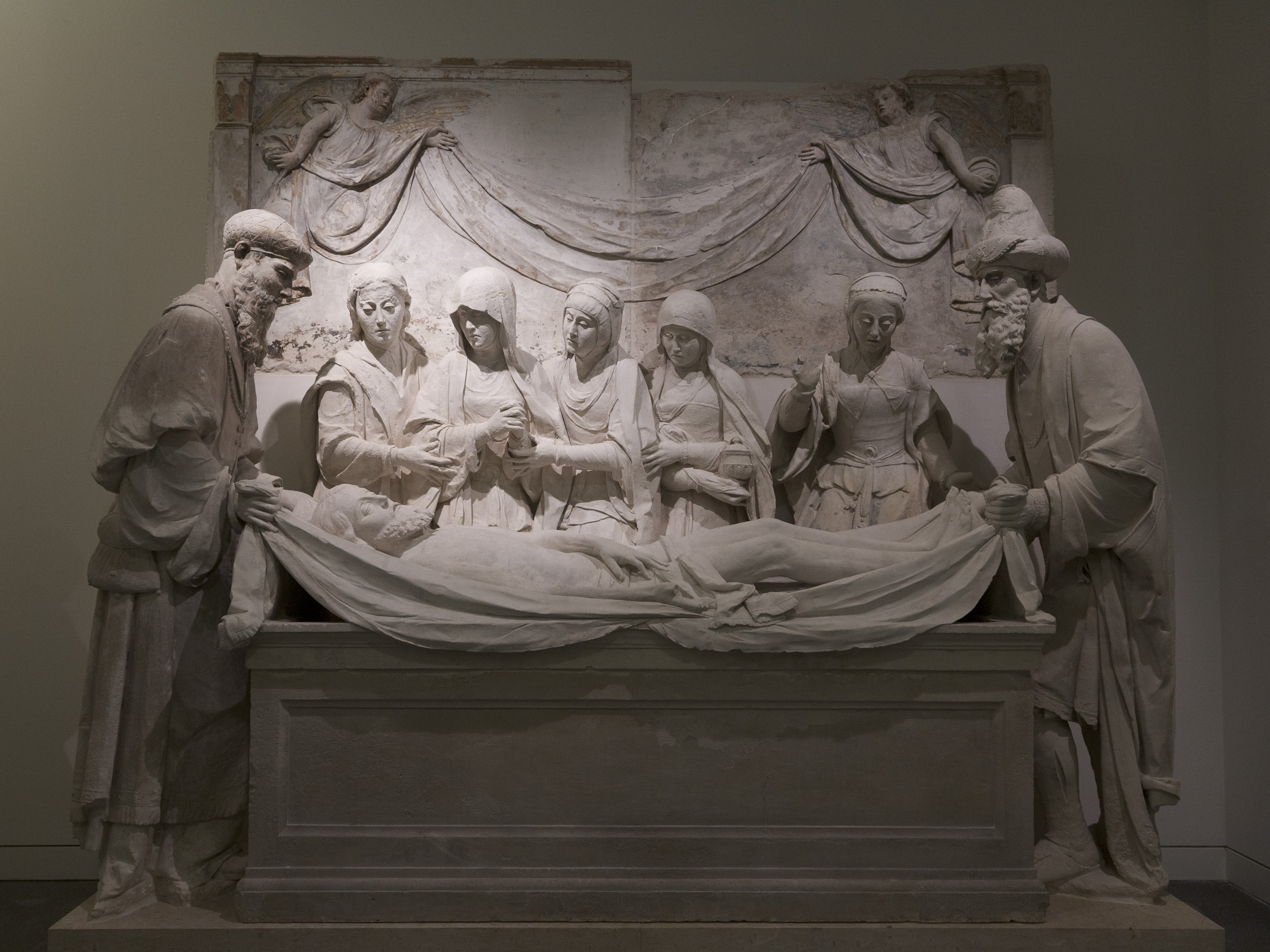
João de Ruão, Deposizione di Cristo, 1535-1540, 222 x 225 centimetri
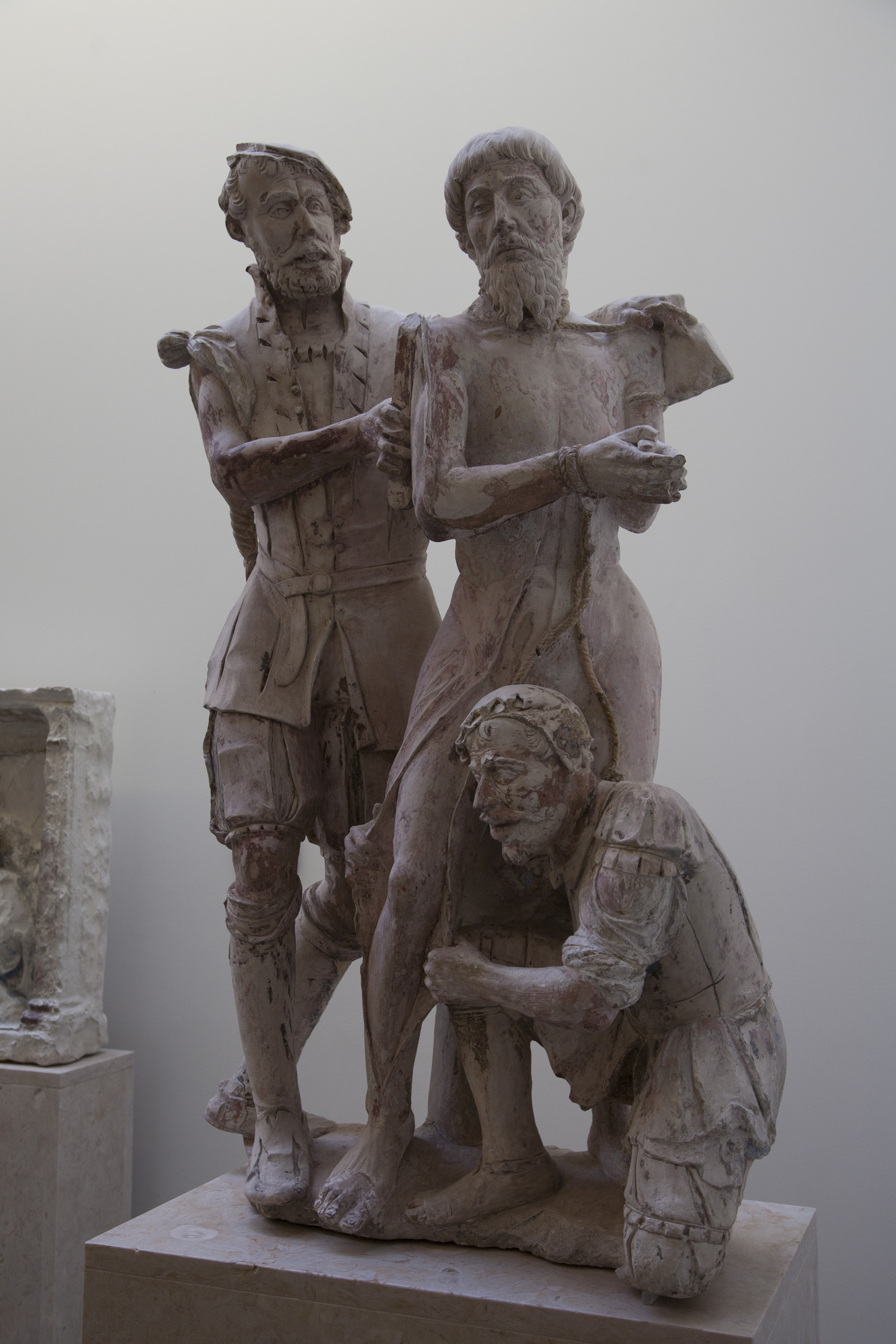
João de Ruão, martirio di San Bartolomeo, XVI secolo
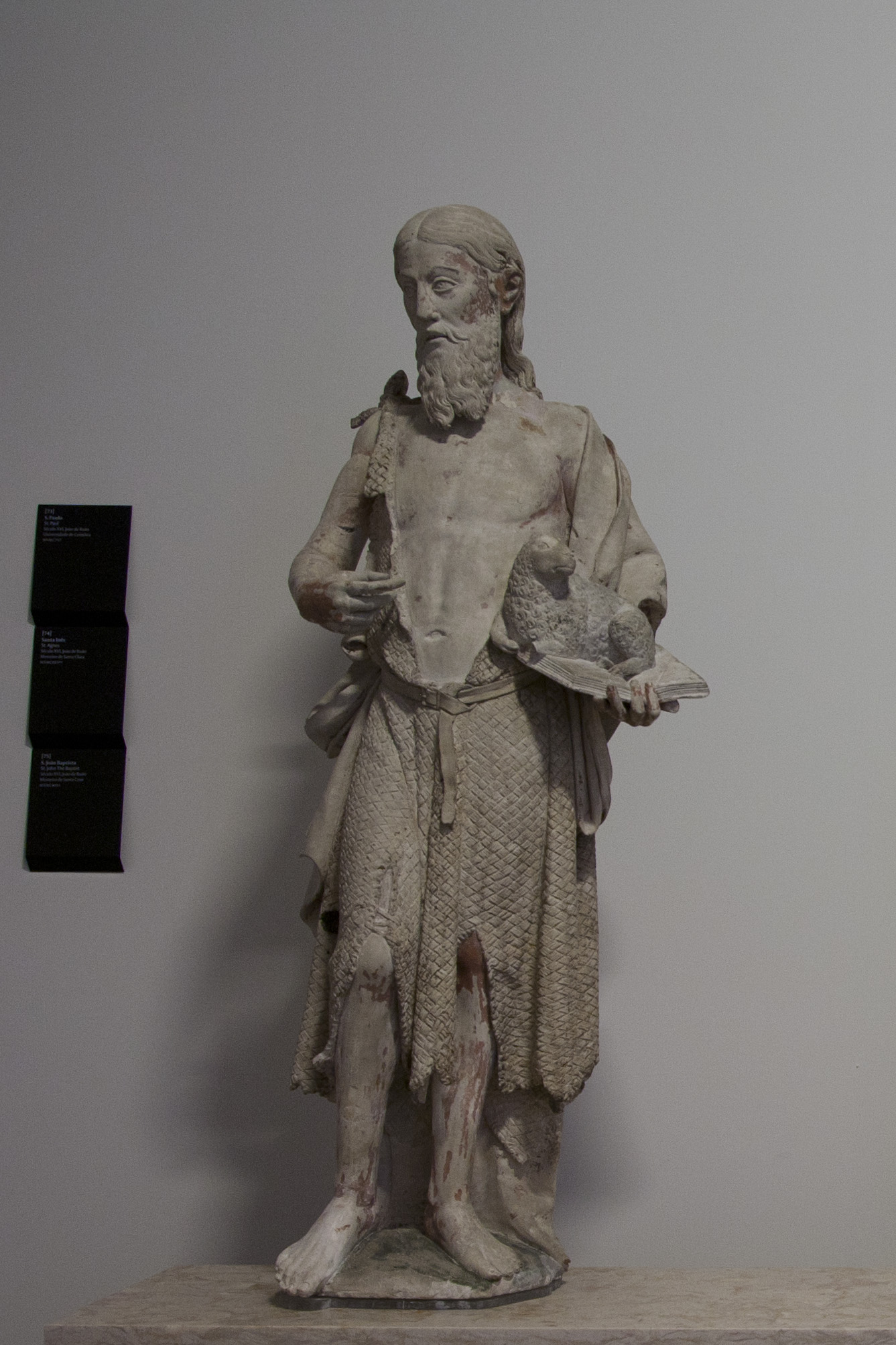
João de Ruão, San Giovanni Battista, XVI secolo
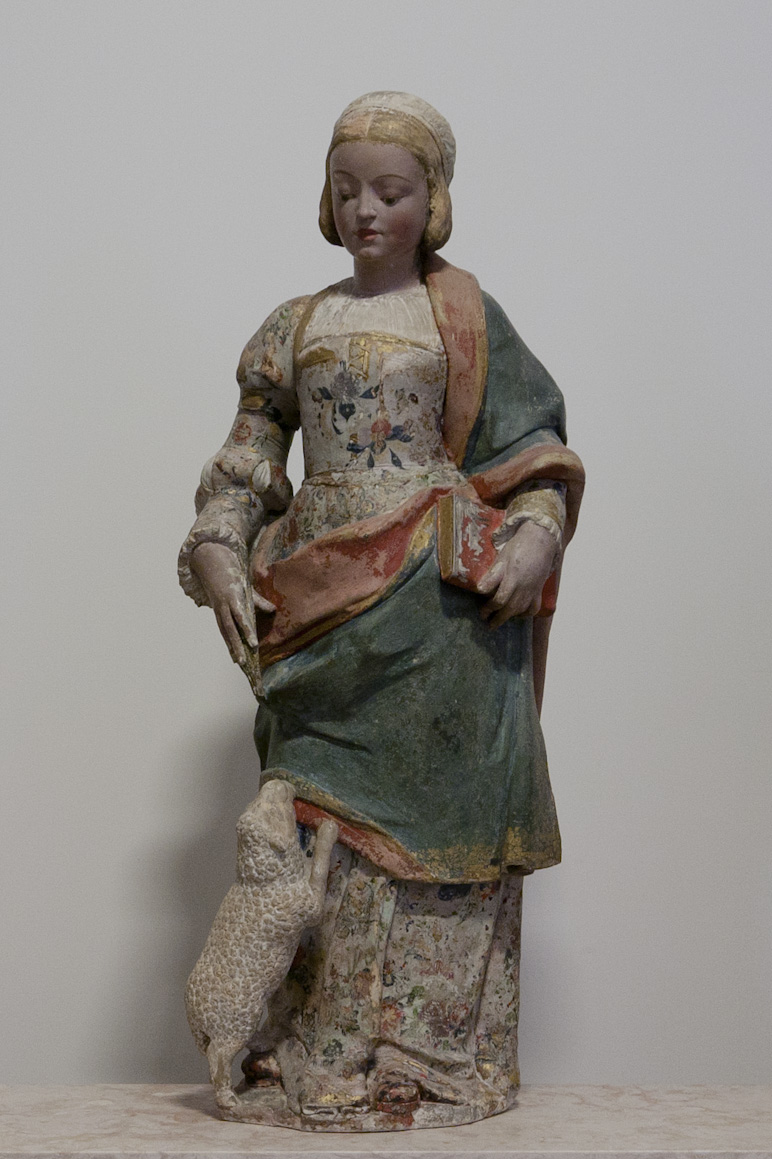
João de Ruão, Sant'Agnese, XVI secolo, 110 x 46 x 25 centimetri
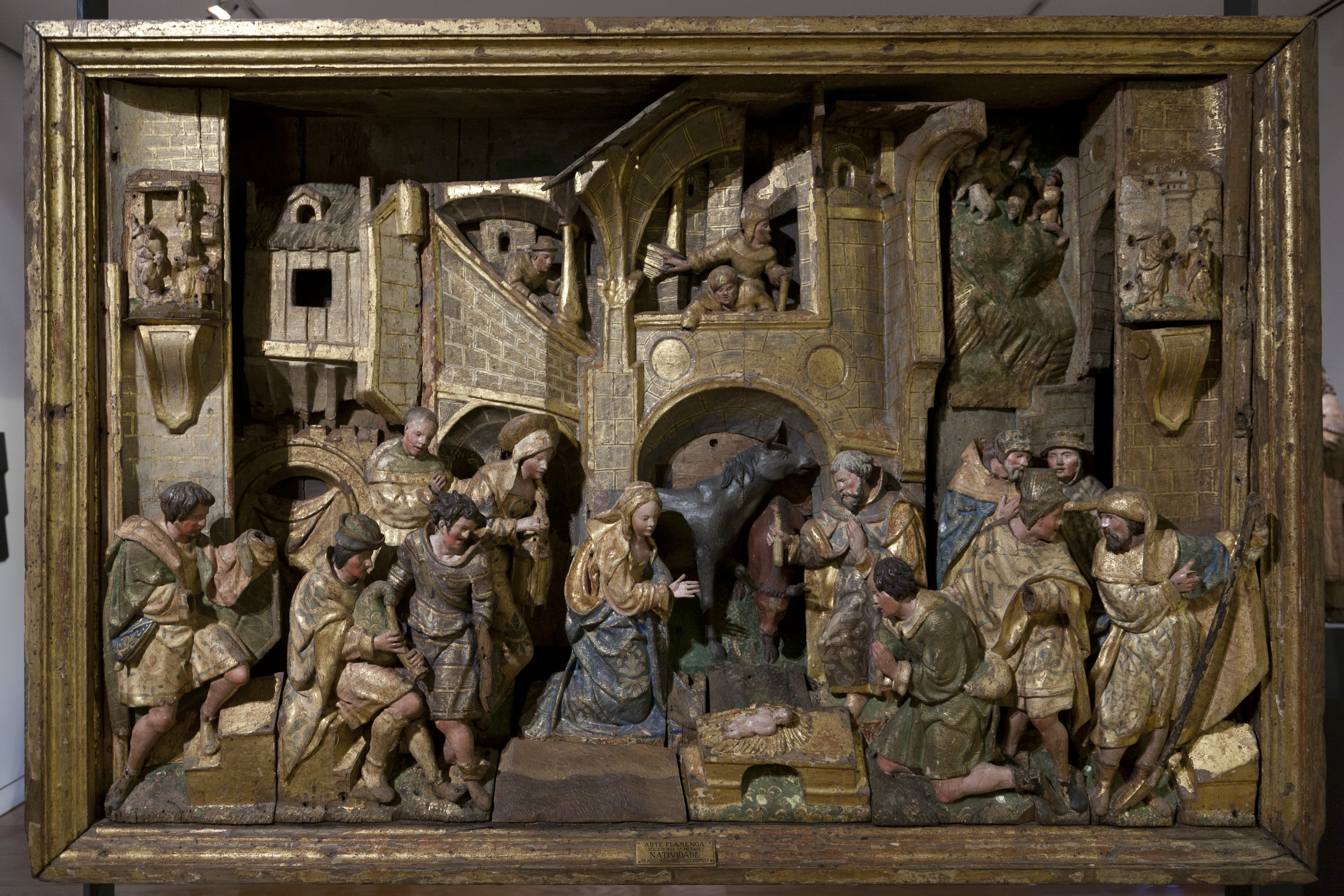
Pala della Natività, Anversa, XVI secolo, 106,5 x 162 x 29,5 centimetri
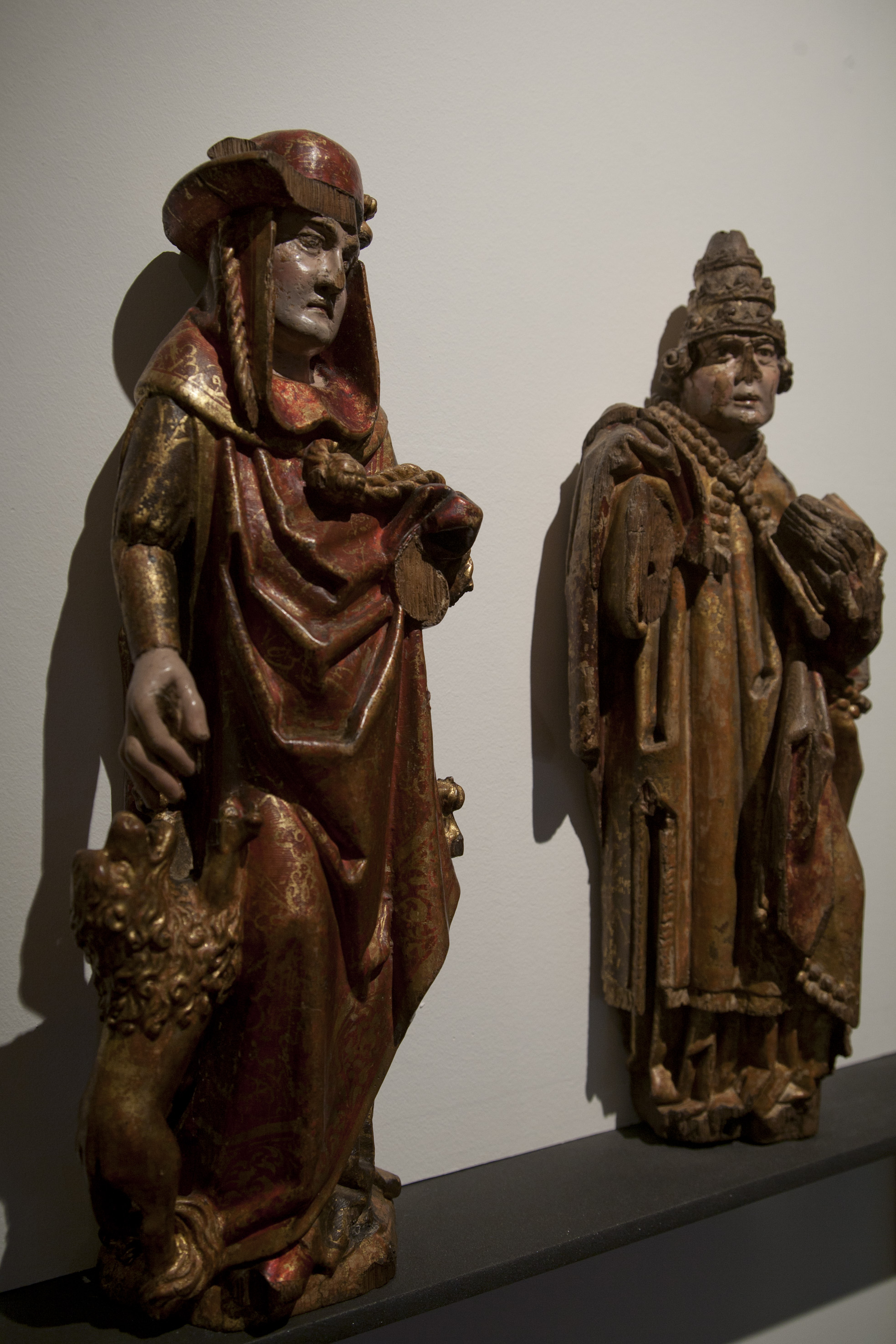
Olivier de Gand, San Geronimo e Papa San Gregorio, XVI secolo

### Pittura

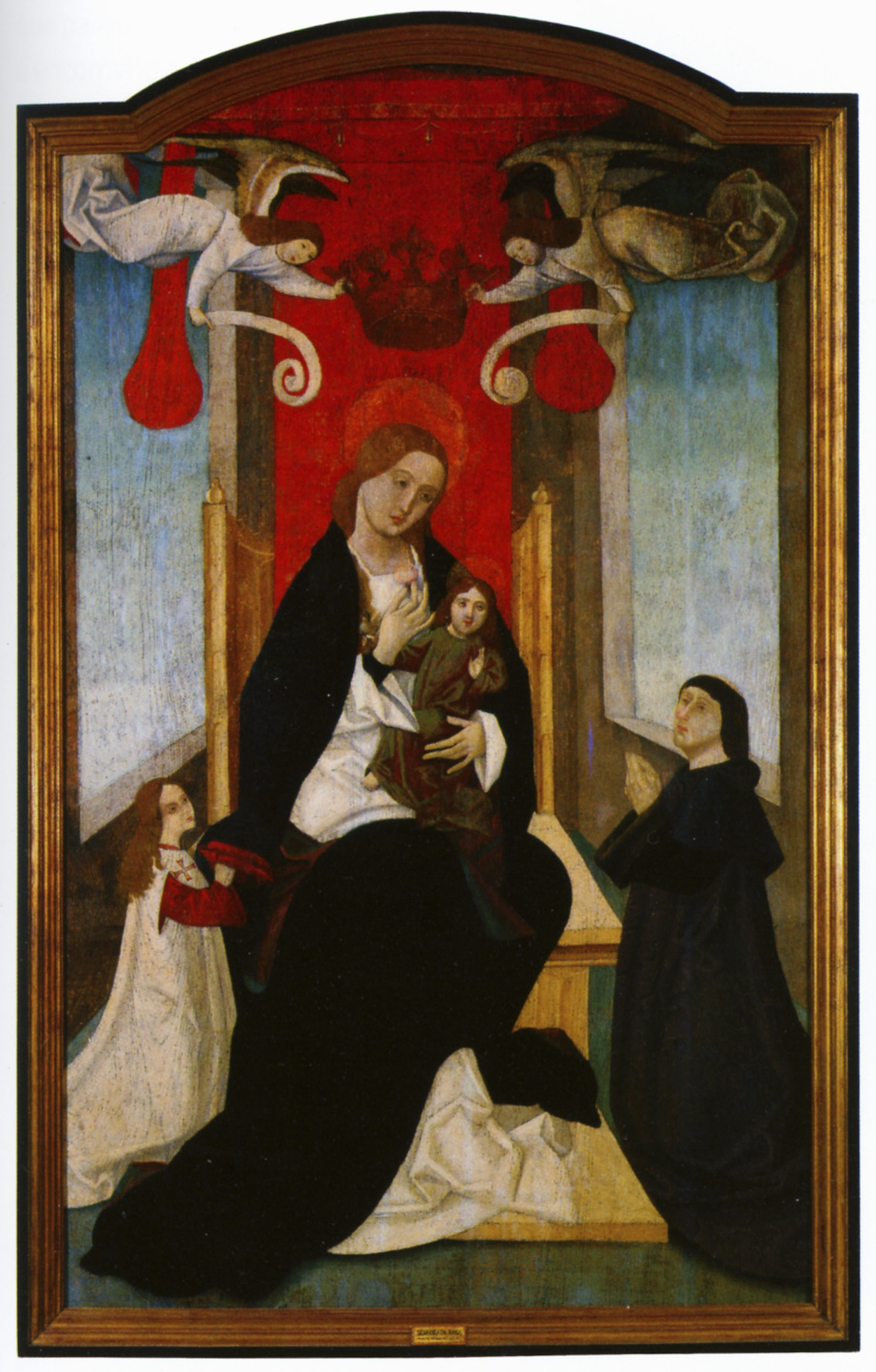
Autore sconosciuto, Madonna della Rosa, del XV secolo, 209 x 128 centimetri
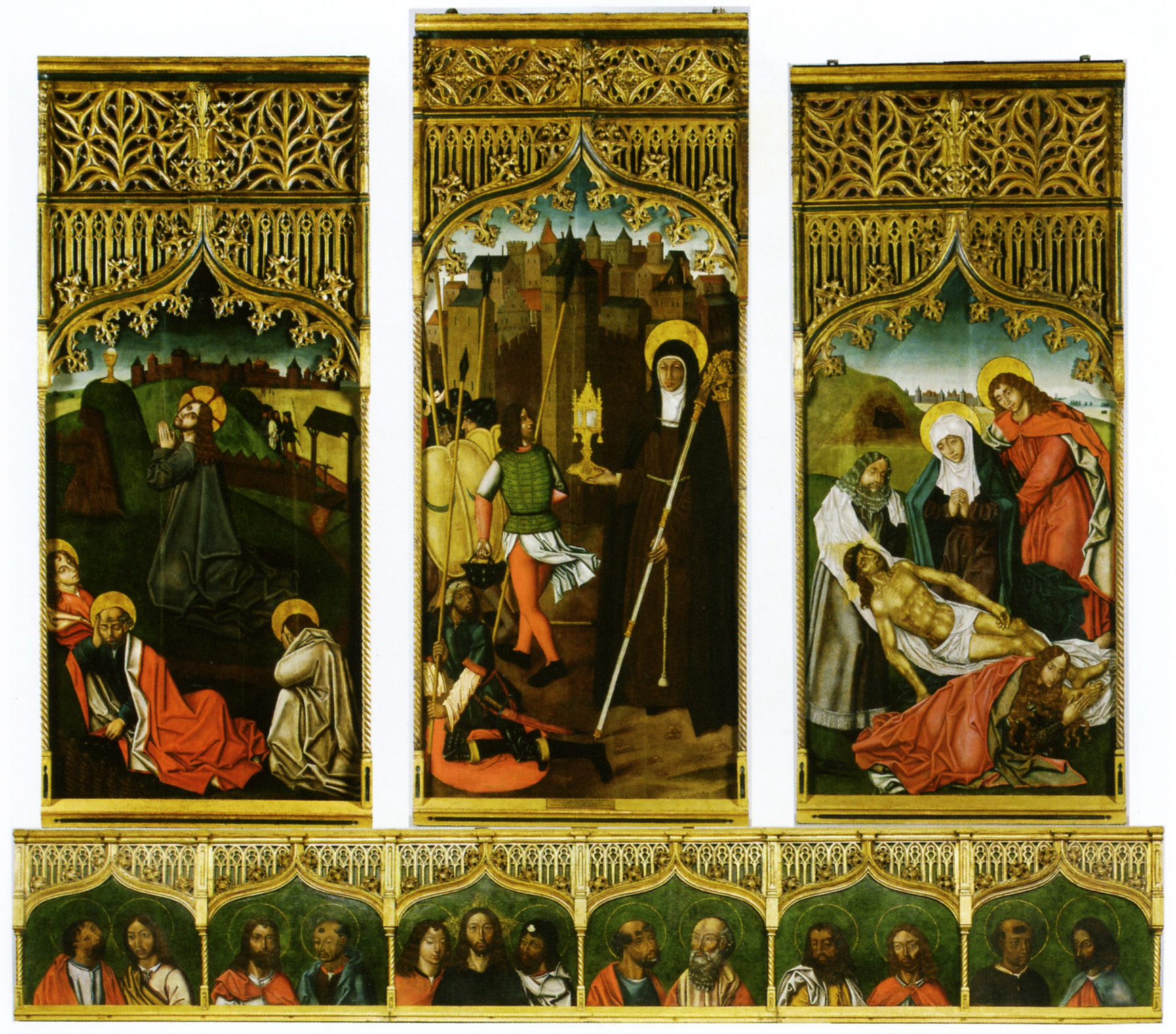
Trittico di Santa Clara, XVI secolo, 297 x 342 centimetri
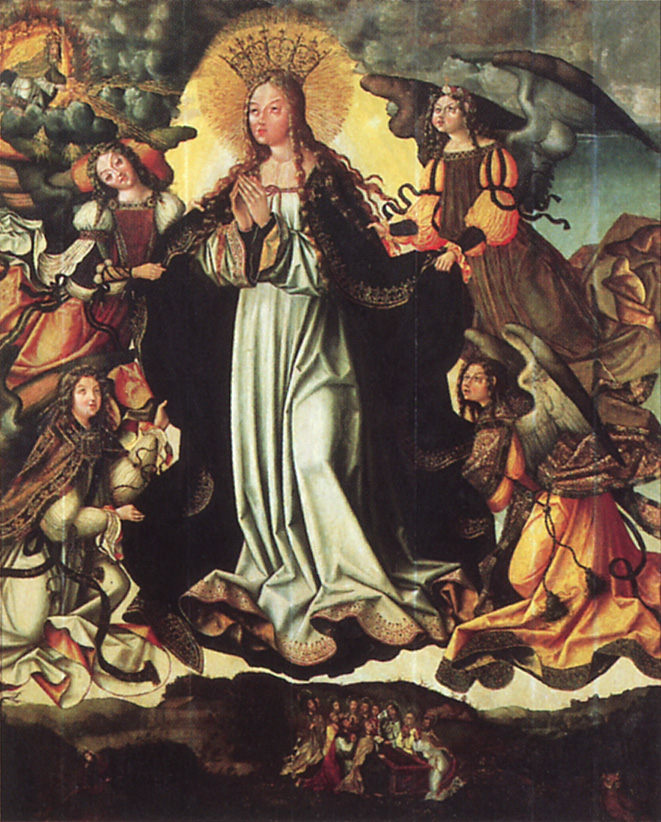
Maestro di Sardoal, L'assunzione della Vergine, XVI secolo, 168 x 135 centimetri
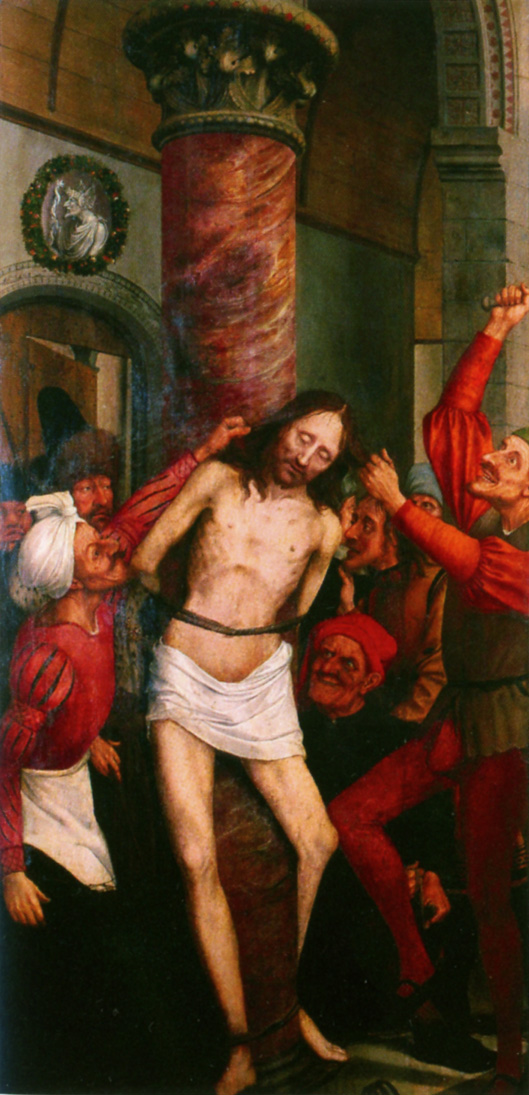
Quentin Metsys, trittico della passione di Cristo, c. 1514-1517
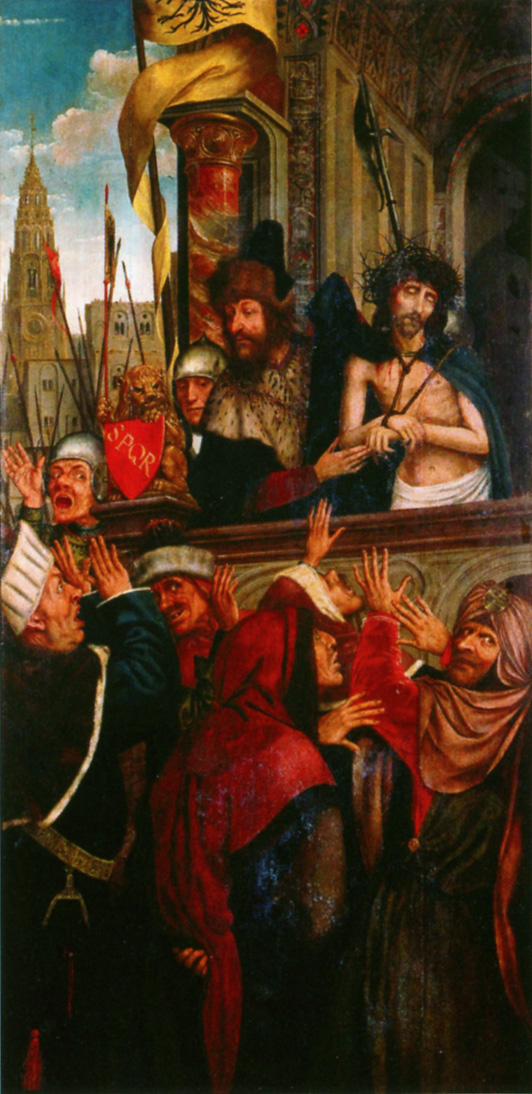
Quentin Metsys, trittico della passione di Cristo, c. 1514-1517
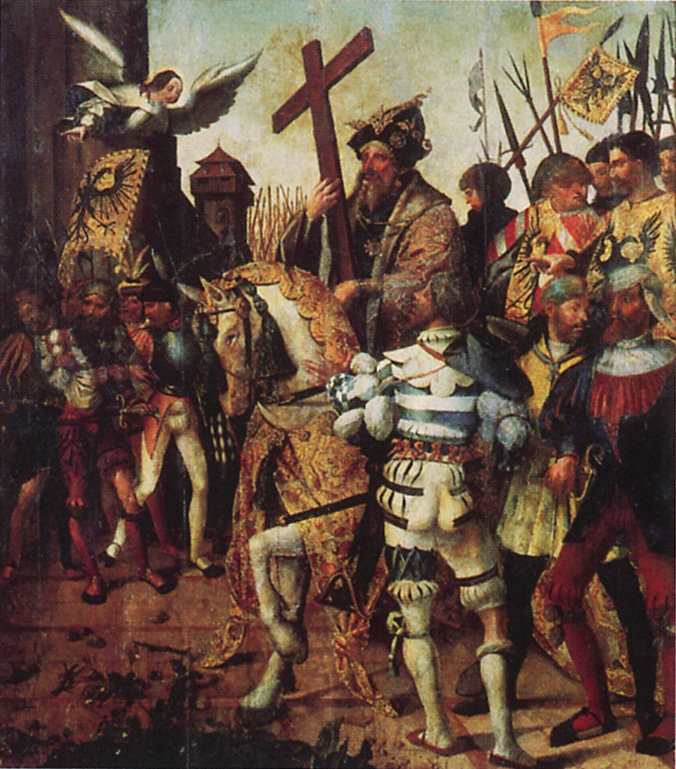
Cristóvão de Figueiredo, imperatore Eraclio con la Santa Croce, 1522-1530
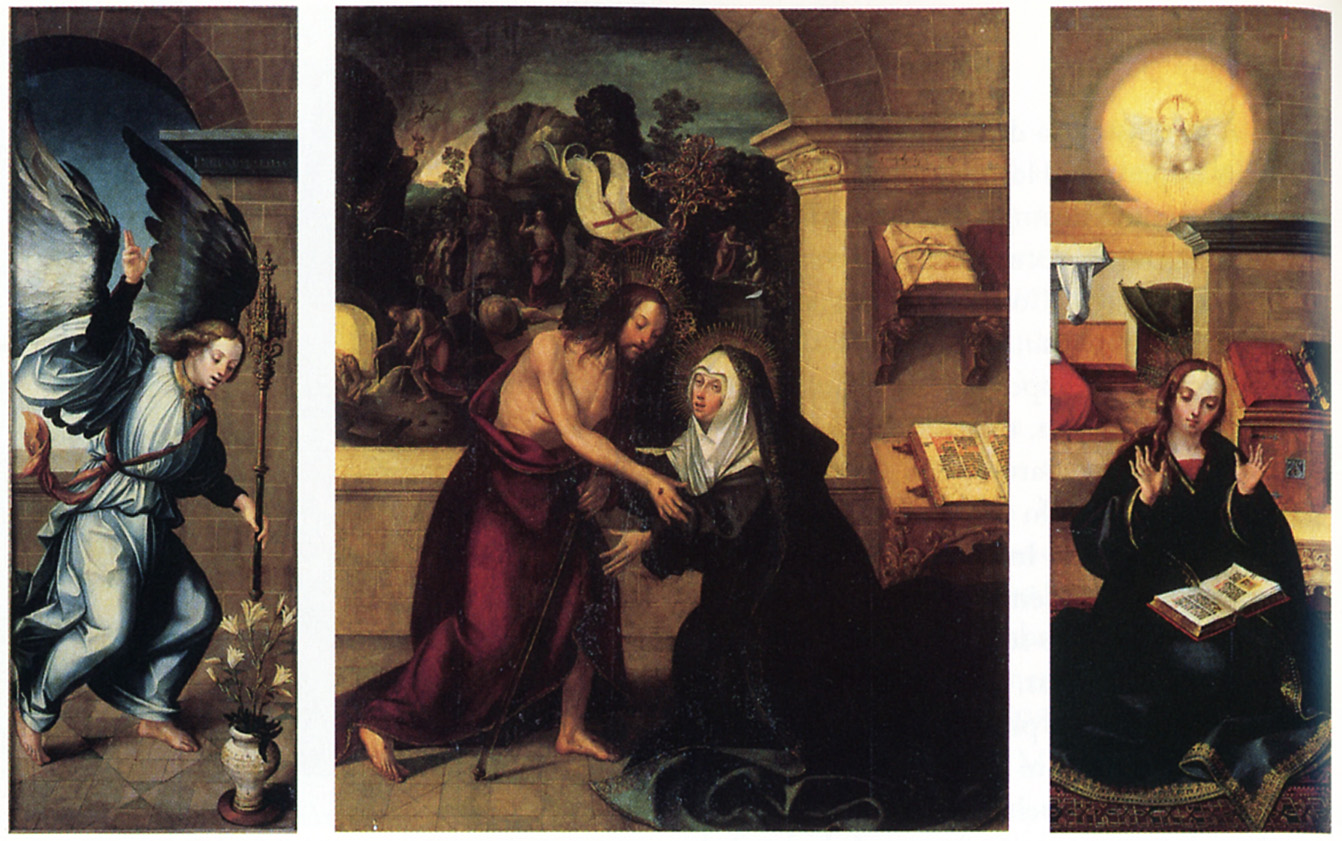
Garcia Fernandes, trittico dell'Apparizione di Cristo alla Vergine, 1531, 98,5 x 123,5 centimetri
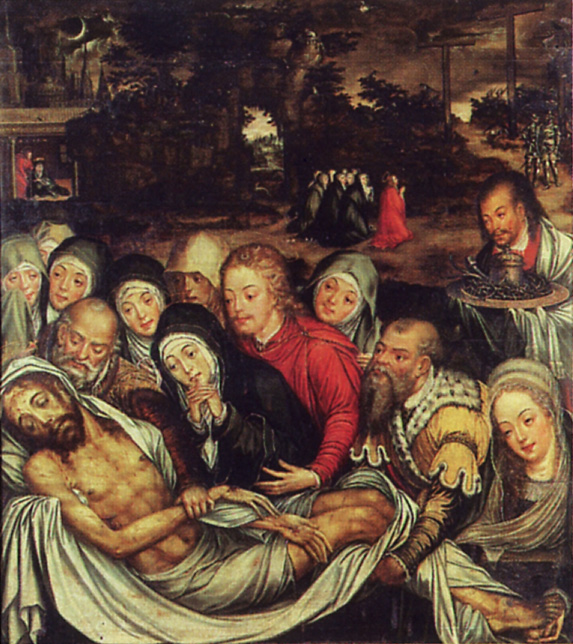
Bernardo Manuel, Lamentazione di Cristo, 1570-1580, 178 x 160 centimetri
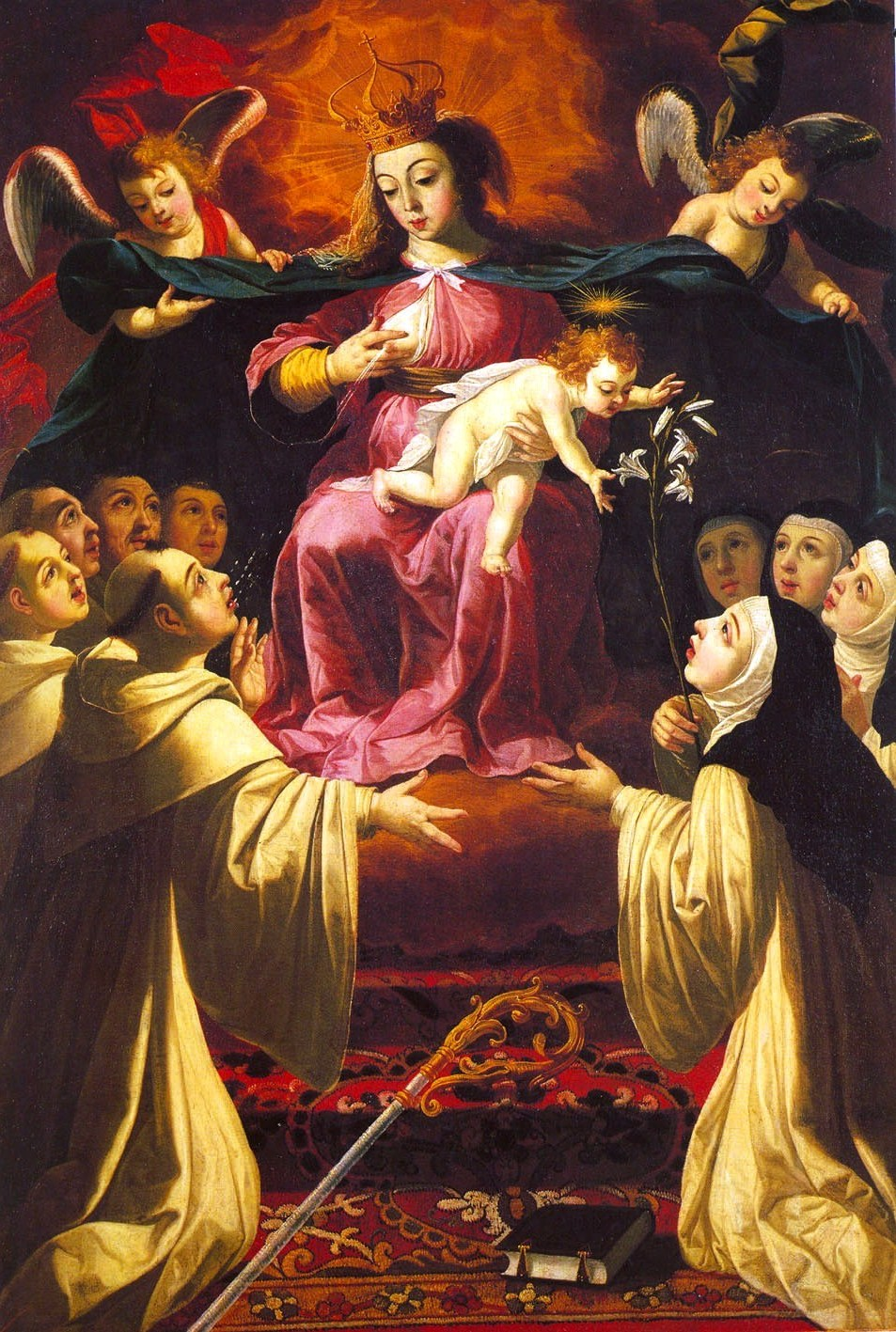
Josefa de Óbidos, La Vergine allatta al seno San Bernardo, 1670
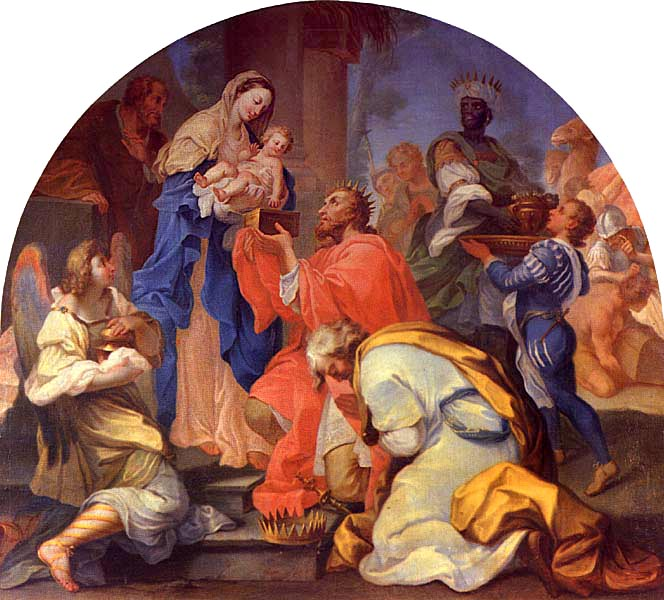
André Gonçalves, Adorazione dei Magi, XVIII secolo

### Arti applicate

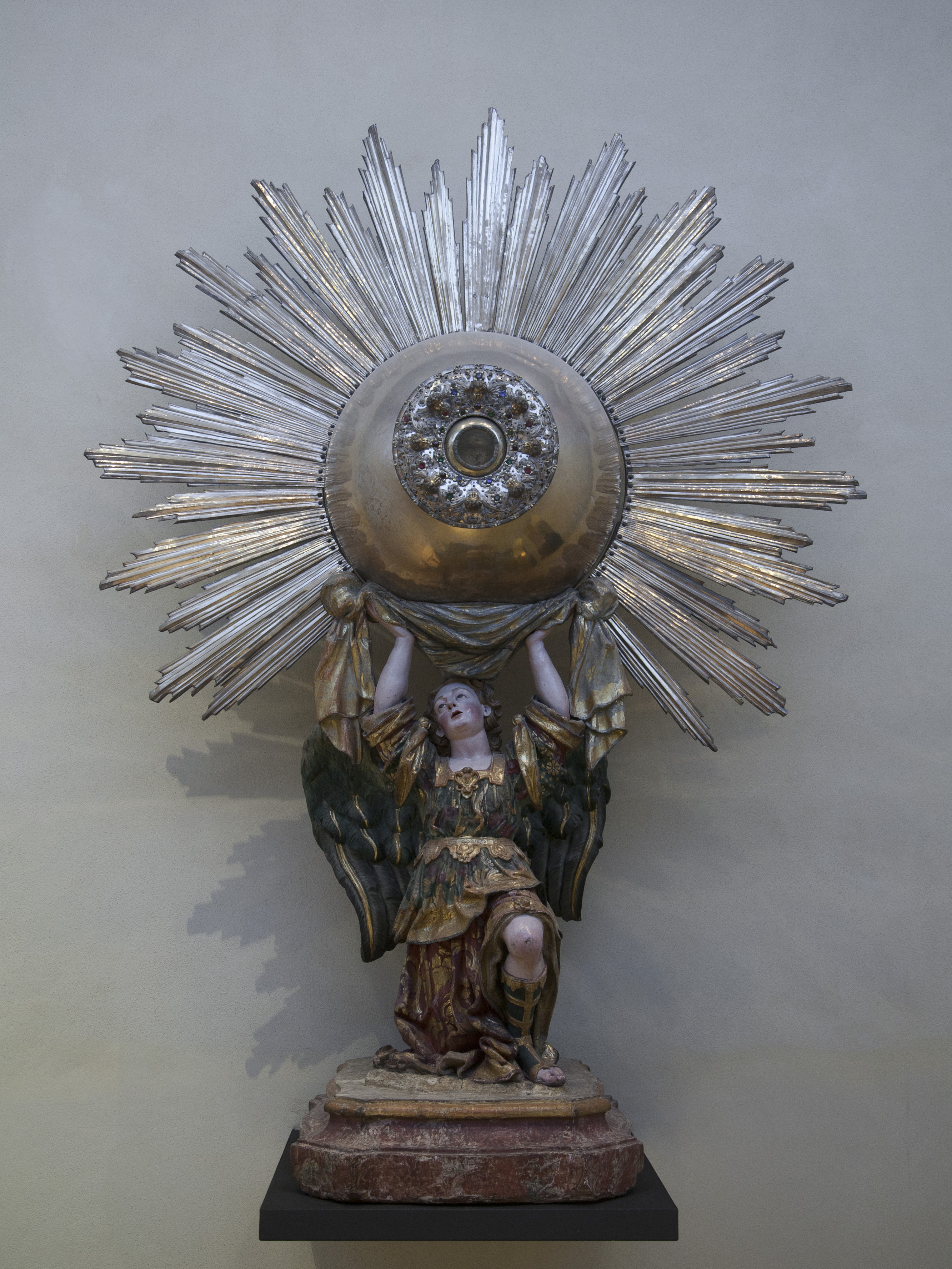
Ostensorio, XVIII secolo, 162 x 96 x 99 centimetri
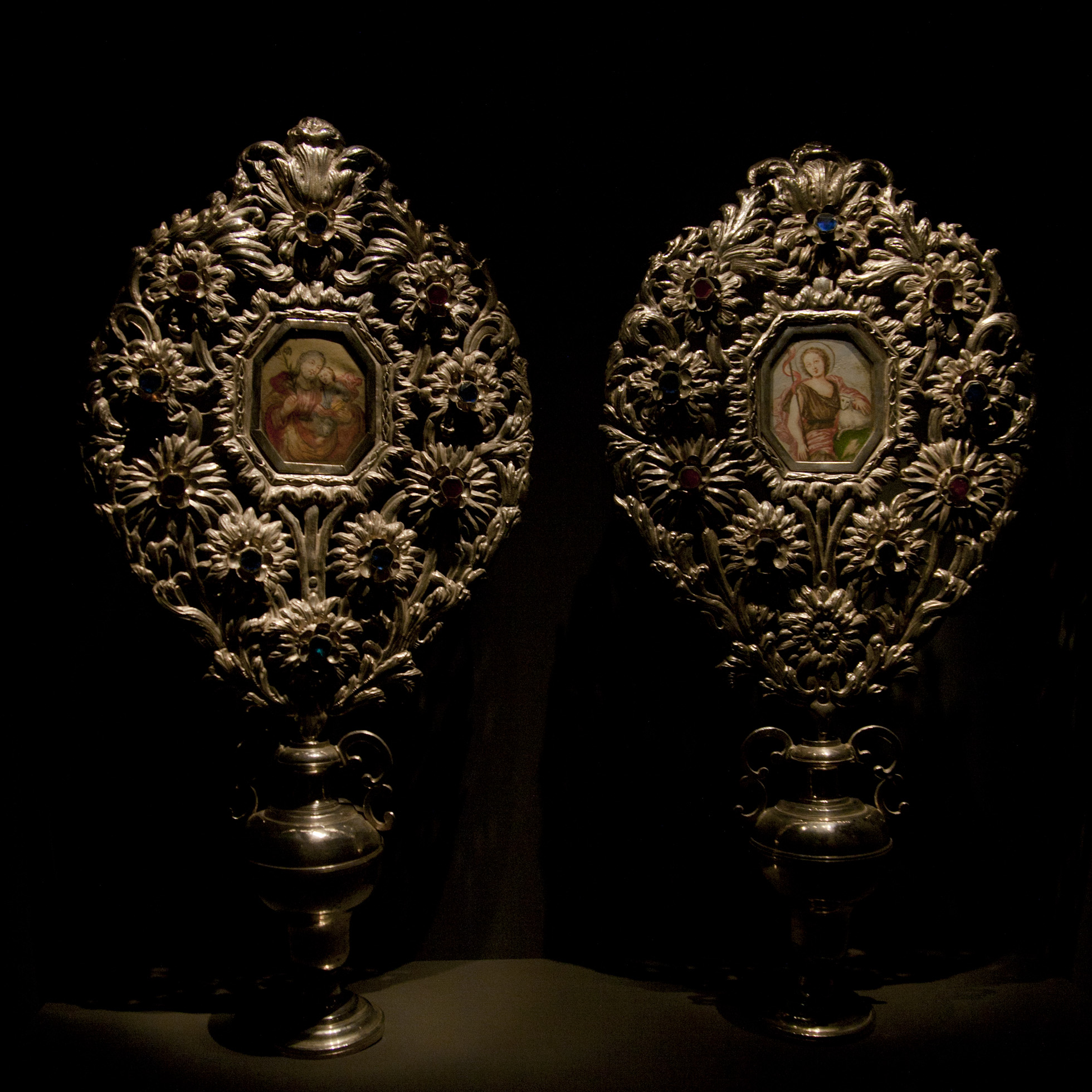
Pezzo di gioielleria
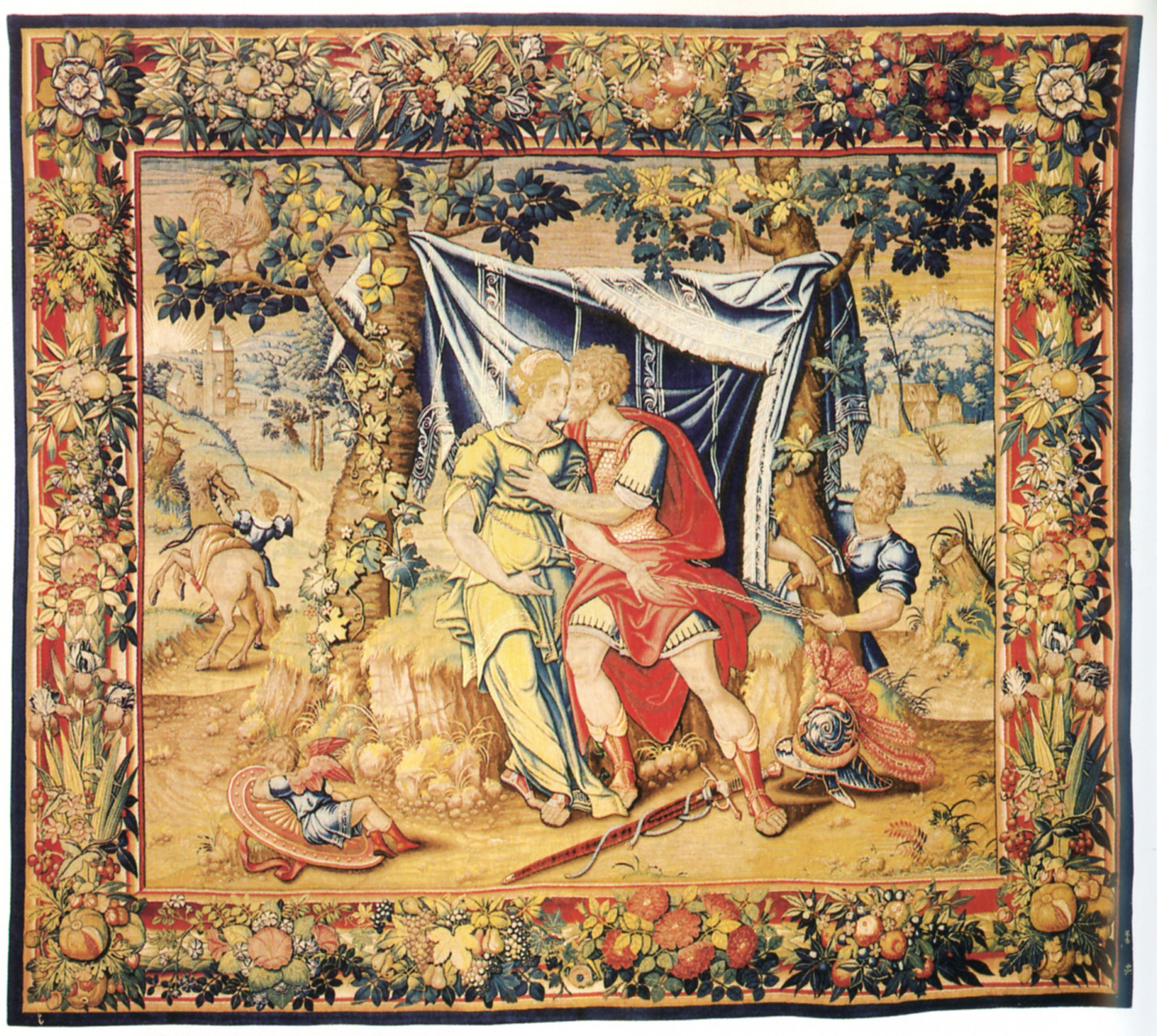
Venere e Marte sorpresi da Vulcano, arazzo del XVI secolo, 360 x 405 centimetri
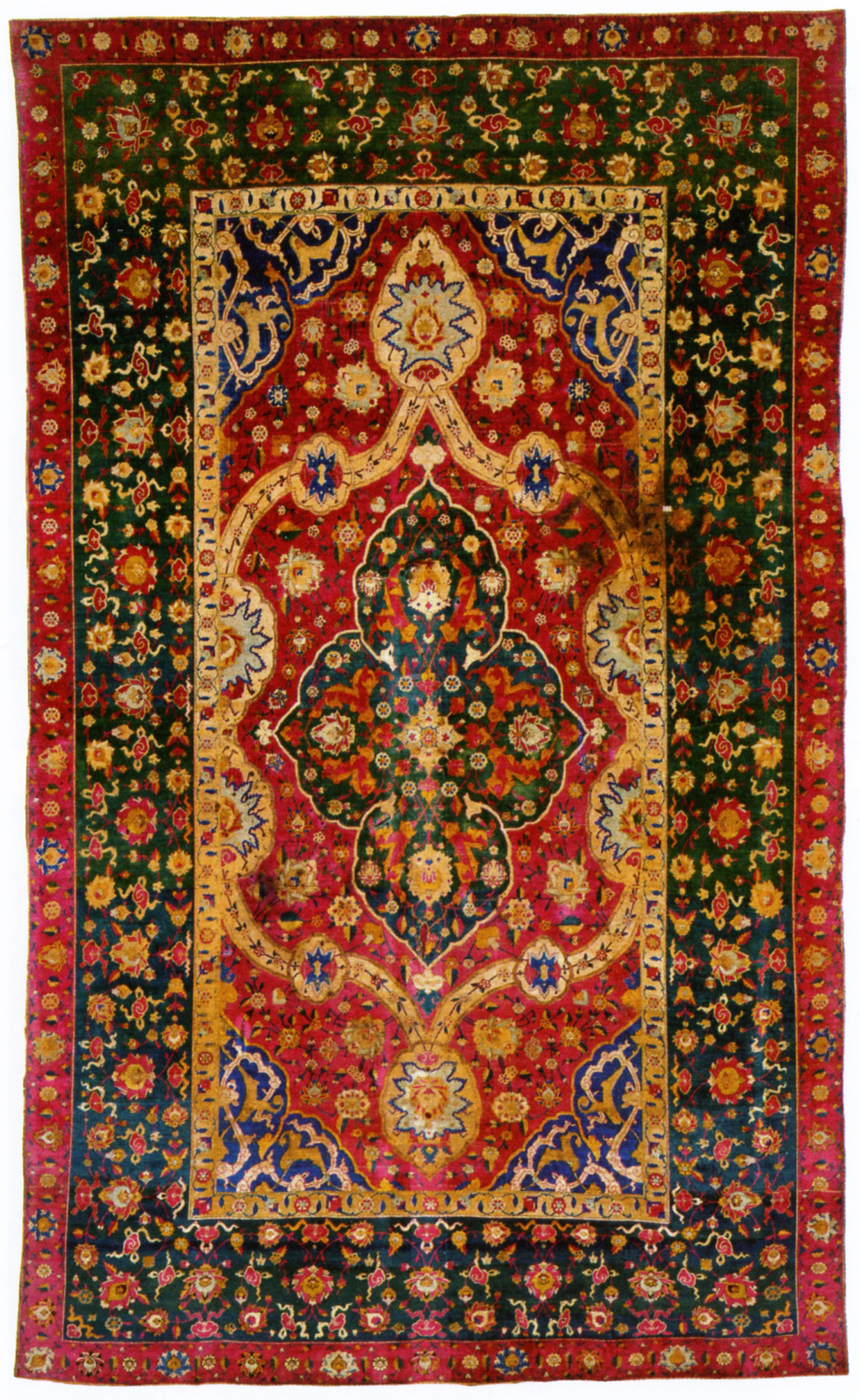
Tappeto "Kashan", XVI secolo, seta
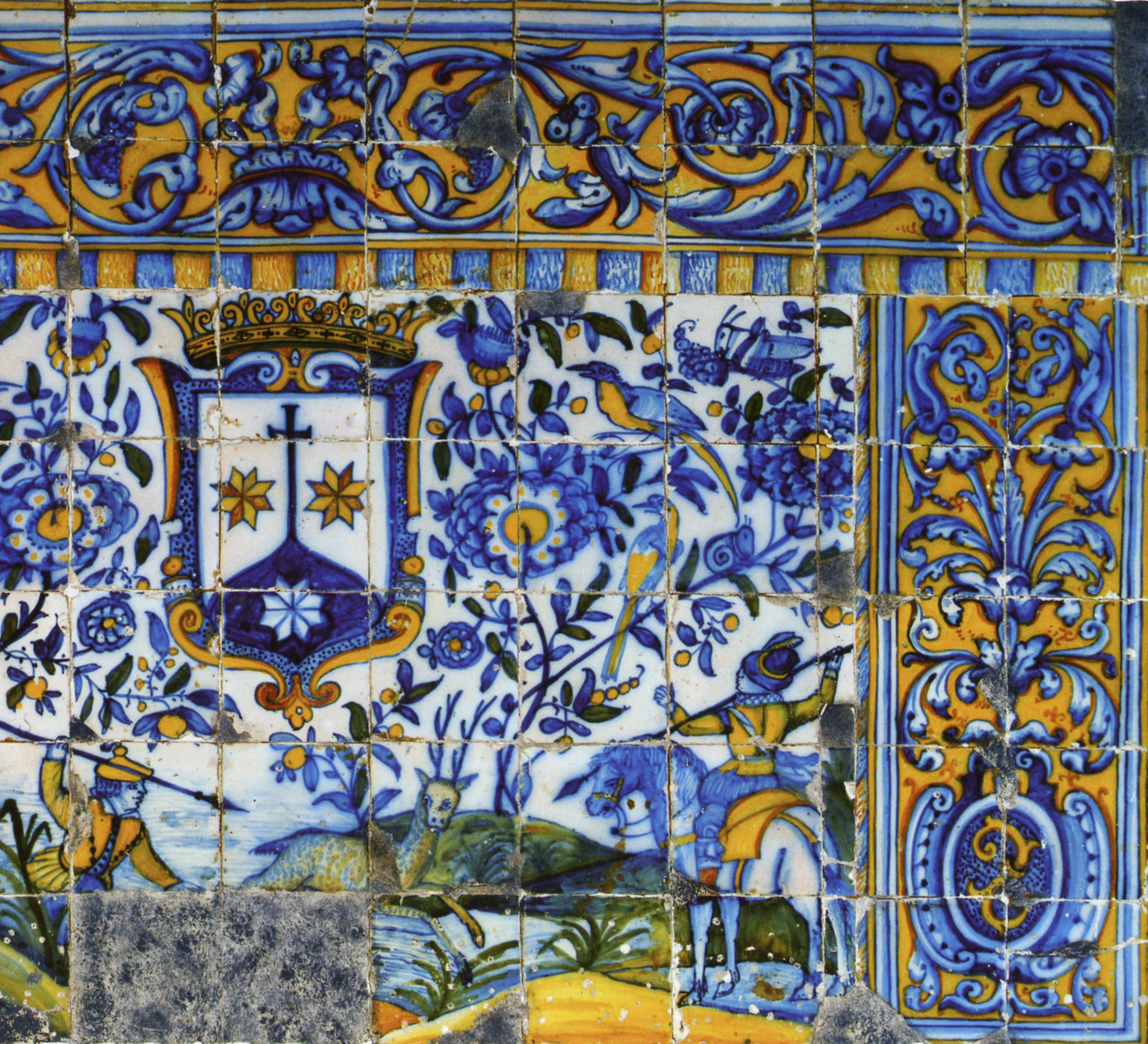
Altare, piastrelle in ceramica, c.1670